# Verschwörungstheorien zur Mondlandung

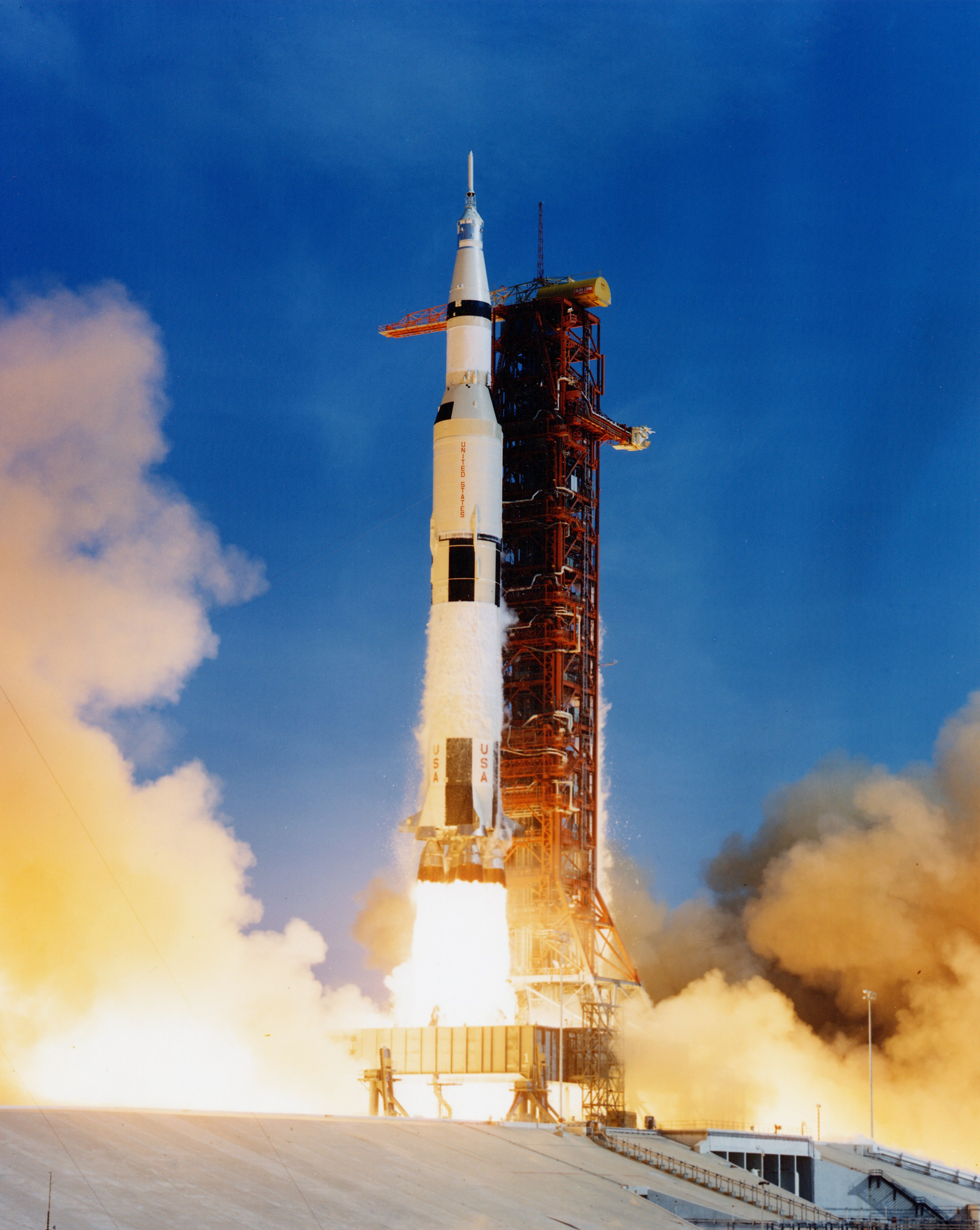
Nach den Verschwörungstheorien zur Mondlandung wird unter anderem dieser Raketenstart der Apollo-11-Mission als Mittel zur Irreführung der Weltbevölkerung betrachtet.

Die Verschwörungstheorien zur Mondlandung gehen davon aus, dass entweder die erste bemannte Mondlandung oder alle Mondlandungen in den Jahren 1969 bis 1972 nicht stattgefunden haben, sondern von der NASA und der US-amerikanischen Regierung vorgetäuscht worden seien. Die Verschwörungstheorien haben seit den 1970er-Jahren durch den Autor Bill Kaysing – sowie verstärkt wieder seit 2001 – Verbreitung gefunden.

## Geschichte und Hintergrund
Sowohl in der Sowjetunion als auch in den Vereinigten Staaten wurde viel in die Raumfahrt investiert. Die Öffentlichkeit konnte den Wettlauf zwischen den beiden konkurrierenden Weltraumnationen nur anhand präsentabler Fakten, etwa fertiggestellter Raketen und Satelliten, verfolgen. Die schiere Menge unüberschaubarer Vorgänge ließ misstrauische Bürger vermuten, dass das gesamte Programm nur reine Propaganda gewesen sei. Dieser Verdacht wurde dadurch verstärkt, dass nur wenige die breite Bevölkerung aufklärende Veröffentlichungen vorlagen.
Autoren wie der US-Amerikaner Bill Kaysing extrahierten aus den veröffentlichten Materialien bis dahin wenig bekannte, teils nur Fachleuten verständliche Informationen – angereichert mit unbeantworteten Hinterfragungen und bloßen Annahmen. 1976 veröffentlichte Bill Kaysing sein Buch We Never Went to the Moon: America’s Thirty Billion Dollar Swindle. Er suchte nach Widersprüchen, stellte diese jedoch oft ohne Gegenrecherche oder nachprüfbare Quellenangaben als Tatsachen und die Mondlandung als Fälschung dar. Damit begründete er erstmals eine komplexe Verschwörungstheorie zur Mondlandung, die über bisherige bloße Meinungsäußerungen oder einfache Argumentationen hinausging.
2001 strahlte der US-amerikanische Fernsehsender Fox den einstündigen Fernsehbericht Conspiracy Theory: Did We Land on the Moon? aus. In Deutschland wurde dieser Bericht in synchronisierter und unkommentierter Fassung von Spiegel TV gesendet. Diese Dokumentation stellt den Standpunkt von Kaysing und anderen Verschwörungstheoretikern dar, deren Kernthese lautet, die Technik der 1960er-Jahre habe eine tatsächliche Mondlandung niemals ermöglicht. Vielmehr soll in der geheimen Militärbasis Area 51 ein Filmstudio aufgebaut worden sein, um dort die Mondszenen anzufertigen. Dazu werden zahlreiche Argumente Kaysings aufgeführt (Schattenwürfe, verdeckte Fadenkreuze auf Bildern, die Fahne, Belege für montierte Bilder). Es wird gesagt, die Saturn-Raketen seien immer unbemannt gestartet. Die drei Astronauten Chaffee, White und Grissom, die in der Kommandokapsel von Apollo 1 verbrannten, seien getötet worden, um die Sache zu vertuschen. NASA-Mitarbeiter seien zum Schweigen verpflichtet worden, sieben weitere Astronauten und Piloten sollen ermordet worden sein, um sie am Verrat zu hindern.
Die NASA beachtete die Vorwürfe nicht. Sie verwies darauf, dass die Beweislast (Onus probandi) für die Unmöglichkeit der Landung auf Seiten der Verschwörungstheoretiker liege. Die einzige offizielle Reaktion war die Finanzierung eines Buches, das der Raumfahrtexperte und Journalist James Oberg verfassen wollte. Als dies öffentlich als Verschwendung von Steuergeldern kritisiert wurde, stellte die NASA die Finanzierung ein.

## Motivation und Verbreitung

### Motive der Vereinigten Staaten
In den Verschwörungstheorien werden den USA folgende Motive für die Fälschung der Mondlandungen unterstellt:
Motiv 1Für die US-Amerikaner galt ein technologischer Sieg als wichtige Machtdemonstration gegenüber der Sowjetunion.
Die politischen Gegner der Vereinigten Staaten haben die ab 1976 vorgeworfene Fälschung der Mondlandung jedoch nicht politisch genutzt. Die Sowjetunion verfügte über geeignete Mittel (unter anderem Radar, Richtfunk, Satelliten), um eine gefälschte Mondlandung der Vereinigten Staaten aufzudecken. Sie konnte etwa den Funkverkehr der amerikanischen Astronauten mithören und orten. Sie hätte sich beim Wettlauf ins All mit der Schmach, nicht als Erster auf dem Mond gelandet zu sein, nicht abfinden müssen, wenn die Mondlandung tatsächlich gefälscht gewesen wäre. Es gilt als unwahrscheinlich, dass die Sowjetunion Hinweise auf eine Fälschung der Mondlandungen zu Zeiten des Kalten Krieges nicht sofort politisch genutzt hätte. Die Sowjetunion hat zwar niemals Menschen zum Mond gebracht, dafür aber viele unbemannte Sonden. Drei dieser Sonden haben Gesteinsproben vom Mond auf die Erde zurückgebracht. Diese Proben wurden auch mit den Apollo-Proben verglichen und geben keine Hinweise auf eine Fälschung.
Motiv 2Die erfolgreiche Mondlandung (nach der bloßen Mondumrundung durch Apollo 8) hätte von damals aktuellen Problemen in Vietnam, von den Rassenunruhen in den USA (1968 Ermordung von Martin Luther King) und Anti-Vietnam-Unruhen (1967 Demonstration mit 400.000 Menschen in Washington, D.C.) abgelenkt, was dann tatsächlich eintraf.
Der Startschuss für die Mondmissionen (Apollo-Programm) fiel schon weit vor der am 7. August 1964 beschlossenen Vietnamintervention (Tonkin-Zwischenfall), nämlich mit der am 25. Mai 1961 gehaltenen Rede John F. Kennedys (Anhörenⓘ, Text). Der Auslöser für das Mondprogramm ist auf Grund der historischen Gegebenheiten den großen Fortschritten der bemannten sowjetischen Raumfahrt durch Juri Gagarin am 12. April 1961 zuzuschreiben, deren technologischer Vorsprung in der Raketentechnik die amerikanische Bevölkerung nach dem Sputnikschock 1957 erneut schockierte. Die US-amerikanischen Probleme machten sich erst im Laufe des Krieges bemerkbar, also viele Jahre nach dem Inkrafttreten des Mondprogramms.
Motiv 3Die NASA hätte Teile ihres Raumfahrtbudgets in Höhe von 30 Milliarden US-Dollar verloren, wenn sie nicht Erfolge hätte vorweisen können.
Danach hätte nicht die amerikanische Regierung die Welt getäuscht, sondern wäre selbst von der NASA getäuscht worden. Dieses Argument trägt nicht der realen Mittelzuweisung Rechnung. Die NASA hätte finanziell gar nicht von einer Lüge profitiert: Sie selbst baut keine Raumschiffe, sondern beauftragt Subunternehmen, es für sie zu tun. Das Geld floss vornehmlich in Ingenieursarbeit (Gehälter), Gerätschaften (einige Saturn-V-Raketen blieben sogar übrig) und in Vorgängerprogramme wie Mercury und Gemini. Der reine Materialwert der verbrauchten Trägerraketen und Mondlandefähren ist im Vergleich zum Gesamtbudget minimal, und die Nichtdurchführung der Mondlandung hätte zum Beispiel nur Astronautengehälter und deren Weltraumnahrung eingespart. Das dabei eingesparte Geld hätte jedoch in keiner Relation zum Aufwand gestanden, der für die Verschwörungsarbeiten und ihre Vertuschung hätte betrieben werden müssen.

## Argumente und Gegenargumente
Alle Verschwörungstheorien setzen als Prämisse voraus, dass es der NASA möglich war, nahezu alle am Apollo-Programm beteiligten Personen (Schätzungen belaufen sich auf zeitweise 400.000) sowie weltweit Zeitzeugen mit der Möglichkeit zur Überprüfung zu täuschen oder zum Stillschweigen zu verpflichten. Da dies unter anderem eine gegen die eigene Bevölkerung gerichtete geheimdienstliche Operation von vollkommen unrealistischem Ausmaß erfordert hätte und der hierfür notwendige logistische und technische Aufwand ungleich höher gewesen wäre als für eine echte Mondlandung, werden die Verschwörungstheorien von der breiten Öffentlichkeit nicht ernst genommen und von offizieller Seite in der Regel nicht kommentiert. Trotzdem wurden die einzelnen Argumente der Verschwörungstheorien von verschiedenen Stellen untersucht und widerlegt. Im Folgenden werden die wichtigsten benannt.

### Fotografische und filmtechnische Aspekte

#### Gleiche Aufnahme zu unterschiedlichen Zeiten
Im Jahr 2000 erstellte unter anderem der NASA-Mitarbeiter Ken Glover viele hunderte für Modem-Nutzer taugliche Kopien der Videomitschnitte der Apollo-Mondlandungen. Sie wurden für die NASA-Archiv-Website verwendet, um Internetnutzern dokumentierte Ausschnitte der Mondlandungen zu bieten. Nach der Einstellung der Videos durch den Verantwortlichen dieses Teilbereichs der NASA-Website Joseph O’Dea gab es eine kurze Zeit lang zwei augenscheinlich aufeinander folgende Videoausschnitte auf der Apollo-16-Unterseite, die unverständlich weit auseinanderliegenden Missionszeiten zugeordnet wurden. So wurde der erste knapp dreiminütige Videoausschnitt der Missionszeit 144:46:38 zugeordnet. Der zweite Ausschnitt wurde zunächst mit einer Zeitdifferenz von circa einem Tag zur ersten Aufnahme als “Nothing so hidden” (deutsch: „nichts so Verstecktes“) geführt. Dies nimmt die Reportage Conspiracy Theory: Did We Land on the Moon? zum Anlass, die gesamte Mondlandung als Ansammlung von auf der Erde gedrehten Filmszenen darzustellen. Tatsächlich wurde der zweite Filmausschnitt lediglich auf der Website zeitlich falsch eingeordnet. Das zweite Video wurde nach Bekanntwerden der fehlerhaften Einordnung korrekt verlinkt. Die Lücke zwischen diesen Abschnitten wurde mit einem neuen Videoausschnitt gefüllt. Dieses neue Video und das Gesprächsprotokoll verdeutlichen, dass die Szenen kurz hintereinander, statt wie angenommen an verschiedenen Tagen gefilmt wurden. Bereits in der Liveübertragung und auf den veröffentlichten Videobändern folgten alle genannten Szenen chronologisch korrekt aufeinander.

#### Echtheit der Mondoberfläche
Auf vielen Fotos sind im Hintergrund dieselben Landschaften und Hügelketten zu sehen. Verschwörungstheoretiker interpretieren diese Hintergründe als sich wiederholende Kulissen. Dies ist jedoch ein Effekt der räumlichen Wahrnehmung. Menschen können auf Grund ihres Wahrnehmungsapparates ohne genaue Analyse der zweidimensionalen Fotos (unter anderem die Kenntnis über die Mondoberfläche und der darin vorkommenden Objekte) einer Fehlinterpretation der räumlichen Tiefe erliegen. Dieser Effekt wird auch Verdeckung oder Kulissenwirkung genannt. Genauere Analysen der Fotos belegen jedoch die korrekten Perspektiven, Schärfentiefen und weitere Sachverhalte, die bei Theater- oder Filmkulissen nicht festgestellt werden können.
Die folgenden beiden Bilder mit Blick auf den Hadley-Apennin während der EVA3 (Extra-vehicular Activity, dt. Außerbordaktivität) der Apollo-15-Mission sind die am häufigsten angeführten Fotografien für diese Problematik. Das erste Bild, das zur Missionszeit 164:26:56 aufgenommen wurde (zum Beginn der EVA), zeigt den Hadley-Apennin im Hintergrund, der hier oft als Kulisse bezeichnet wird. Das zweite, etwa 1,5 Stunden später aufgenommene Foto (1,7 Kilometer vom ersten Motiv entfernt) zeigt einen mit vielen Steinen gefüllten Krater mit der gleichen Hügelkette im Hintergrund. Eine genaue Analyse zeigt, dass die Parallaxenverschiebung der Annahme einer Kulisse widerspricht. Die Hügel verschieben sich von Foto zu Foto (insbesondere der auf dem zweiten Foto nach oben verschobene rechte Hügel macht dies deutlich), was bei einer Kulisse nicht möglich wäre.

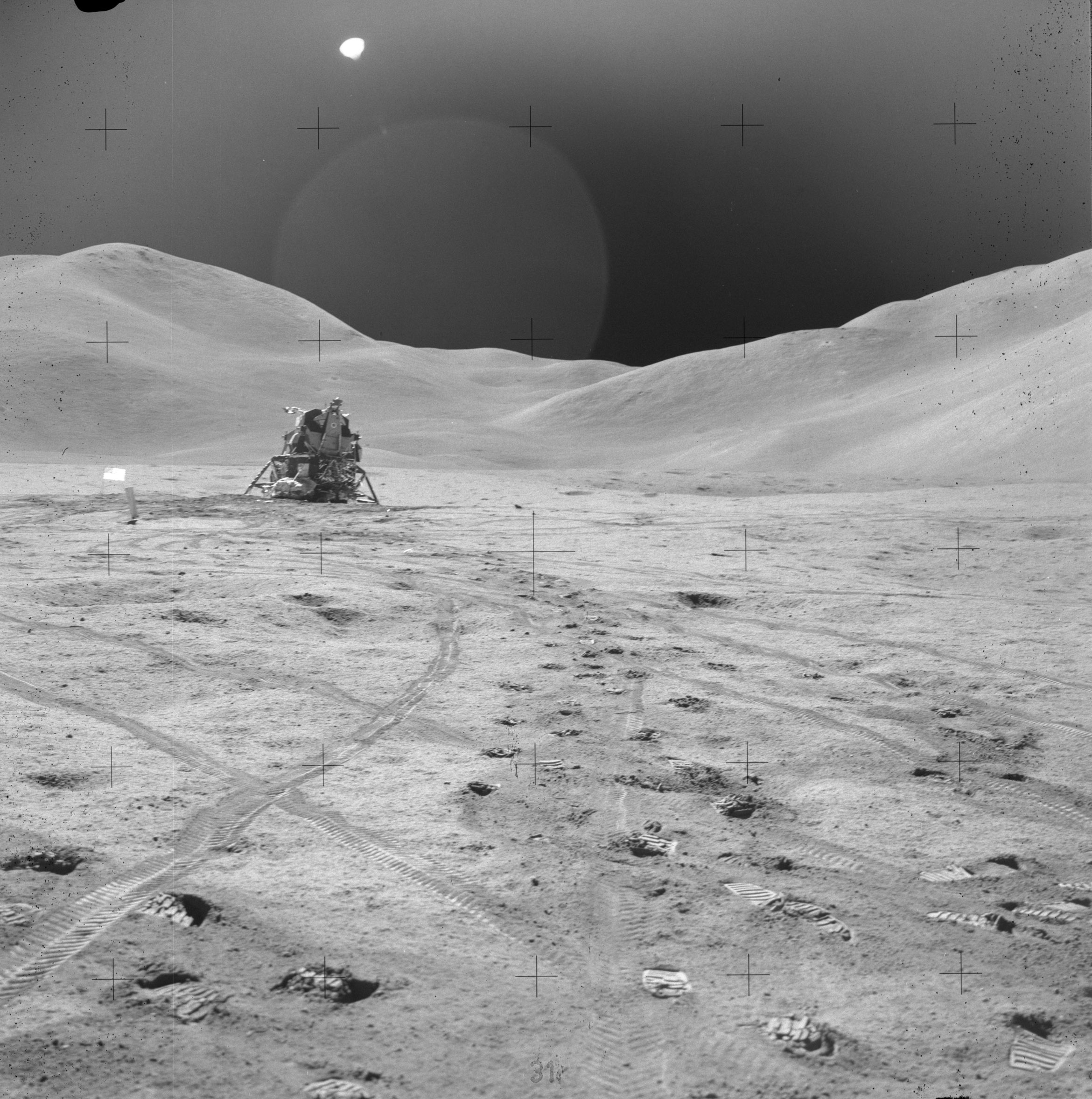
Die Hadley-Apennine zur Apollo-15-Mission
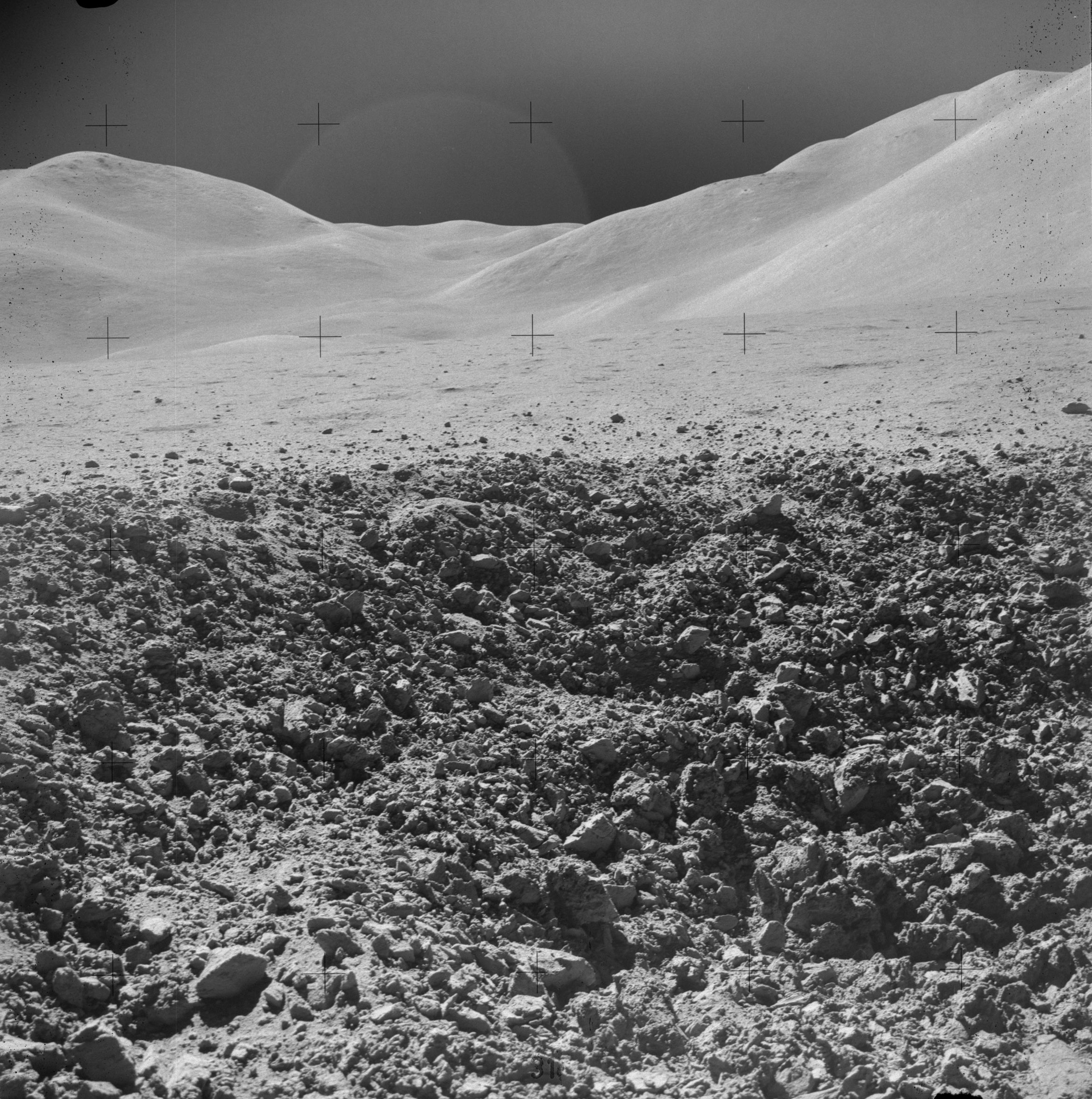
Das gleiche Motiv etwa 90 Minuten später
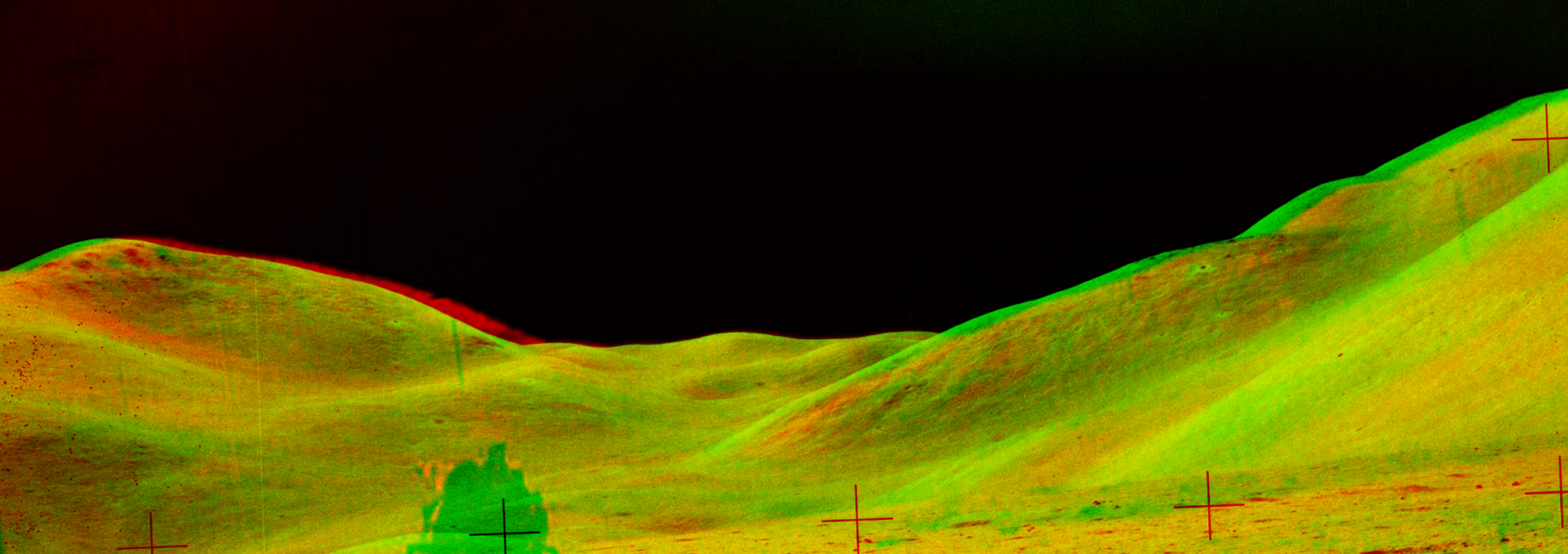
Anaglyphe beider Bilder

#### Sternenlose Bilder
Auf den Fotos, die auf dem Mond gemacht wurden, lassen sich keine Sterne am Mondhimmel erkennen. Dies wurde als Beleg dafür interpretiert, dass die Aufnahmen in einer abgedunkelten Halle gedreht wurden. Tatsächlich liegt der Grund darin, dass fotografische Filme nur einen Kontrastumfang von neun bis elf Blendenstufen haben. Das hat zur Folge, dass im gleichen Bild nur Aufnahmen von Objekten möglich sind, deren Leuchtstärke nicht zu unterschiedlich ist. Aufnahmen, auf denen gleichzeitig sowohl sehr helle als auch sehr schwach leuchtende Objekte zu sehen sind, sind nicht realisierbar. Es wären sehr lange Belichtungszeiten notwendig gewesen, um die Sterne am Mondhimmel überhaupt auf Film bannen zu können. Da die Mondexpeditionen während des Mond-„Tages“ stattfanden, hätten diese langen Belichtungszeiten dazu geführt, dass die Astronauten und die Mondlandschaft völlig überbelichtet gewesen wären. Der wegen der fehlenden Atmosphäre tiefschwarze Mondhimmel darf nicht zu der falschen Annahme verleiten, es sei Nacht gewesen und die Sterne hätten zu sehen sein müssen. Zudem wären bei solch langen Belichtungszeiten Verwacklungsunschärfen unvermeidlich gewesen.
Auch auf späteren Weltraumbildern sind oft keine Sterne zu sehen, beispielsweise lassen die beiden Fotos der ehemaligen Raumstation Mir und des Astronauten Bruce McCandless aufgrund der Belichtungsproblematik keine Sterne erkennen. Bei einem hohen Belichtungsindex von ISO 6400 und einer Belichtungszeit von drei Sekunden werden Sterne hingegen sichtbar, wie das Bild ganz rechts von der Internationalen Raumstation aus dem Jahr 2011 zeigt.
Zudem machten die Apollo-11-Astronauten Neil Armstrong und Michael Collins bei der offiziellen NASA-Pressekonferenz zur Mondlandung am 12. August 1969 im Manned Spacecraft Center in Houston deutlich, dass sie ohnehin keine Sterne vom Mond aus sehen konnten, und sie diese somit auch nicht fotografieren konnten. Neil Armstrong: „We were never able to see stars from the lunar surface or on the daylight side of the Moon by eye without looking through the optics.“ (Übersetzung: „Von der Mondoberfläche oder von der im Tageslicht liegenden Seite des Mondes konnten wir zu keiner Zeit Sterne sehen, ohne durch die Optiken zu schauen.“) Michael Collins ergänzte Armstrongs Aussage: „I can’t remember seeing any (stars).“ Auf Deutsch: „Ich kann mich nicht erinnern, irgendwelche (Sterne) gesehen zu haben.“

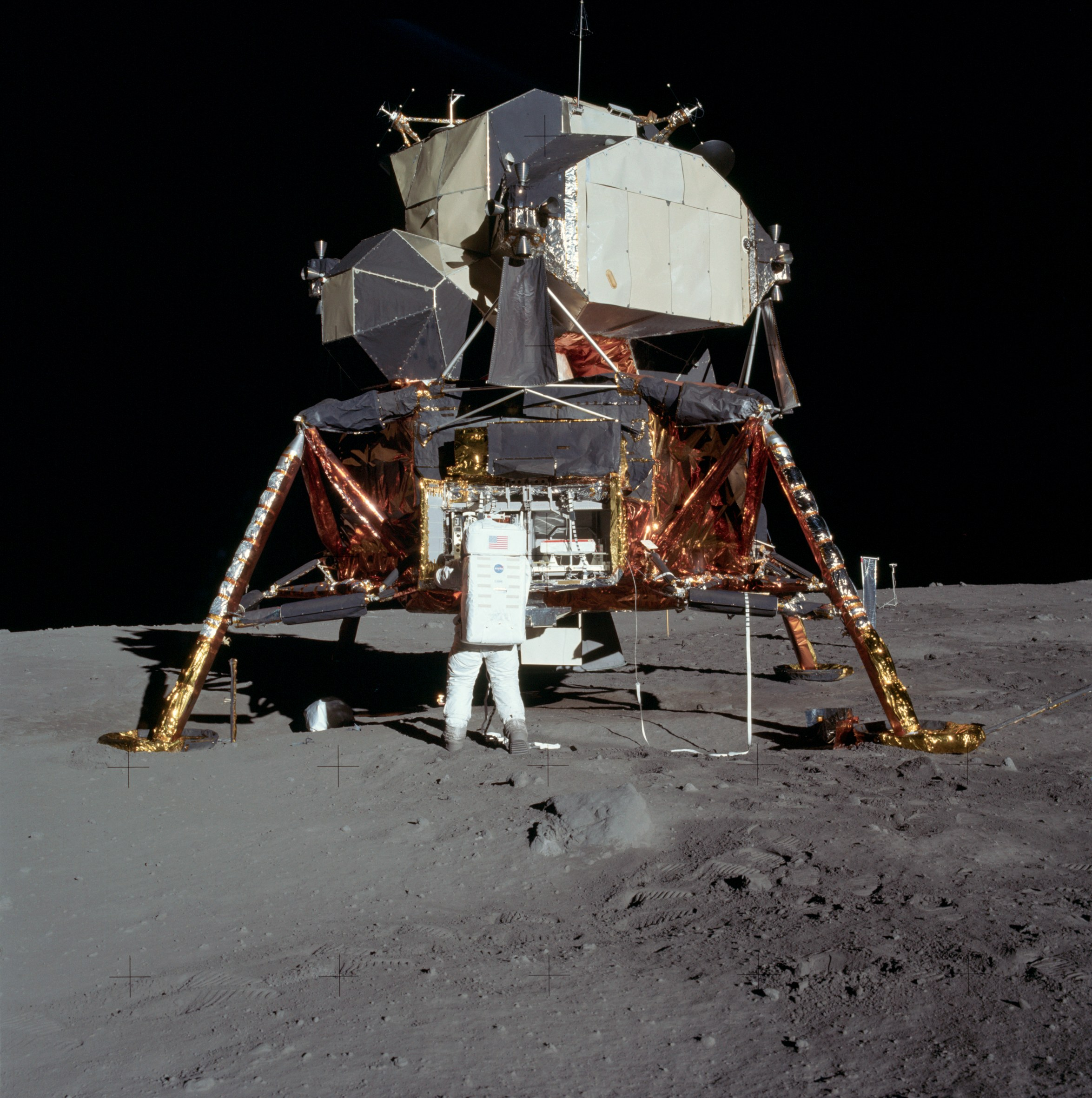
Mondlandefähre bei der Apollo-11-Mission
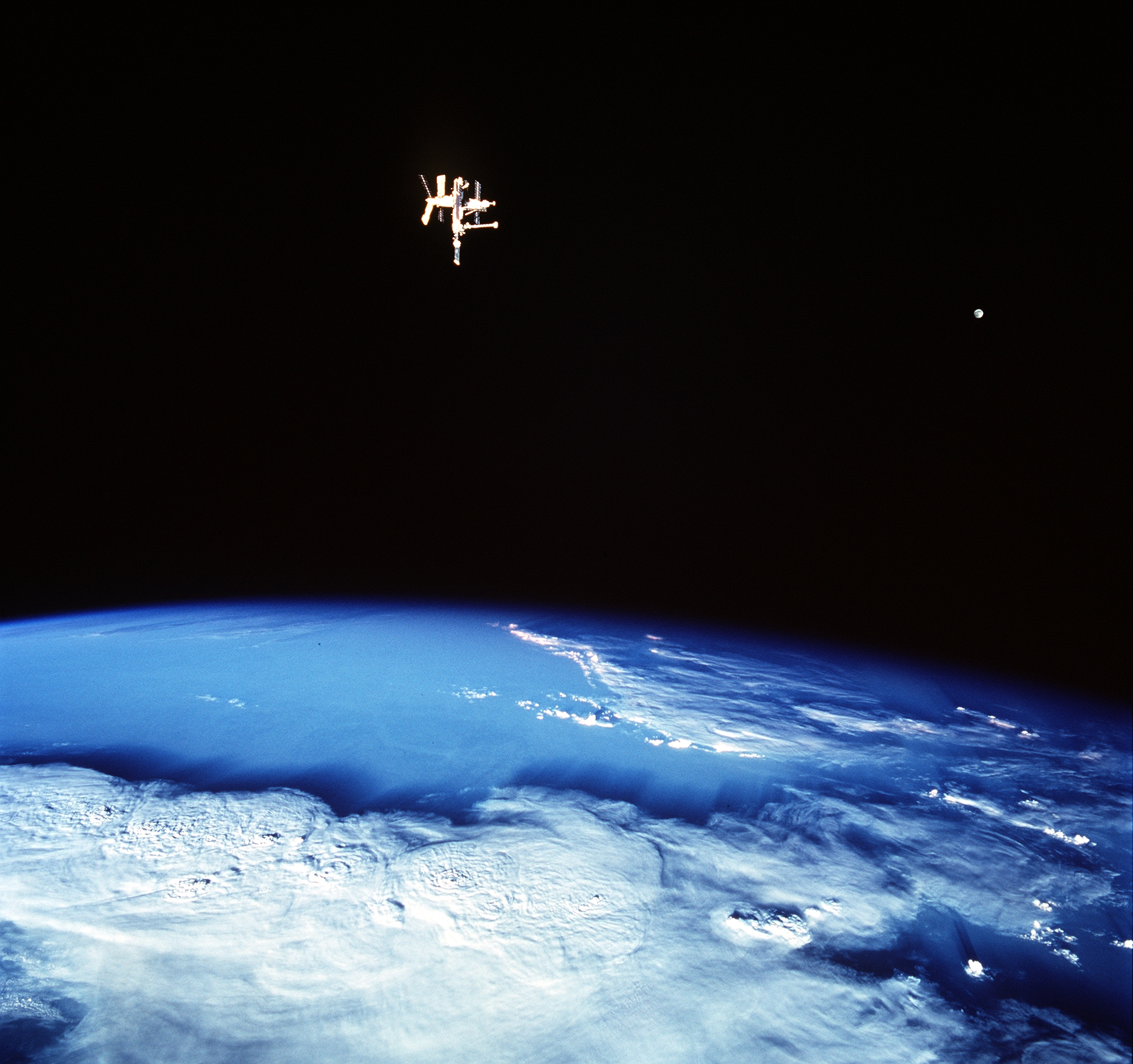
Mir mit Mond im Hintergrund, fotografiert von der Crew der Discovery
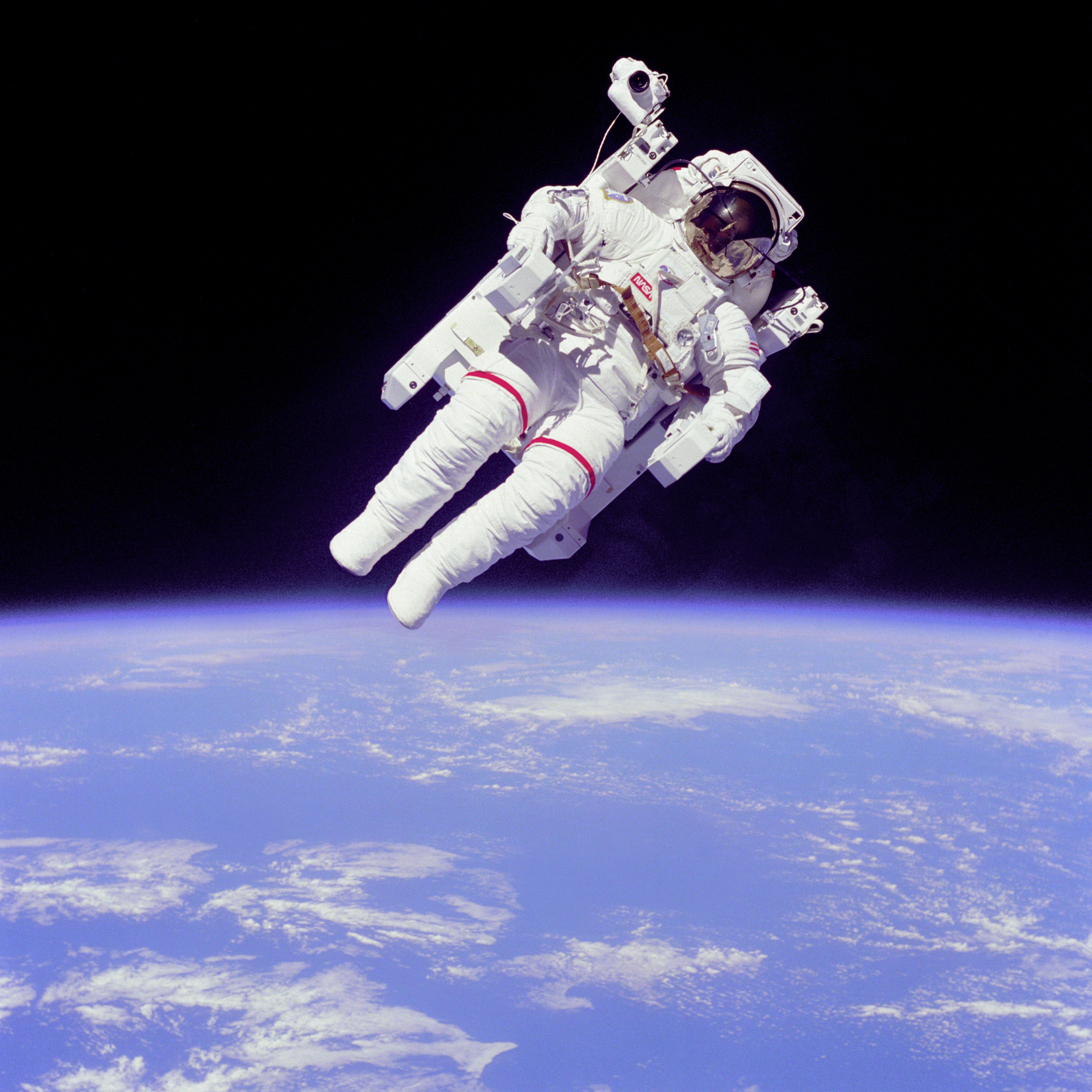
Bruce McCandless bei einer Außenbordaktivität
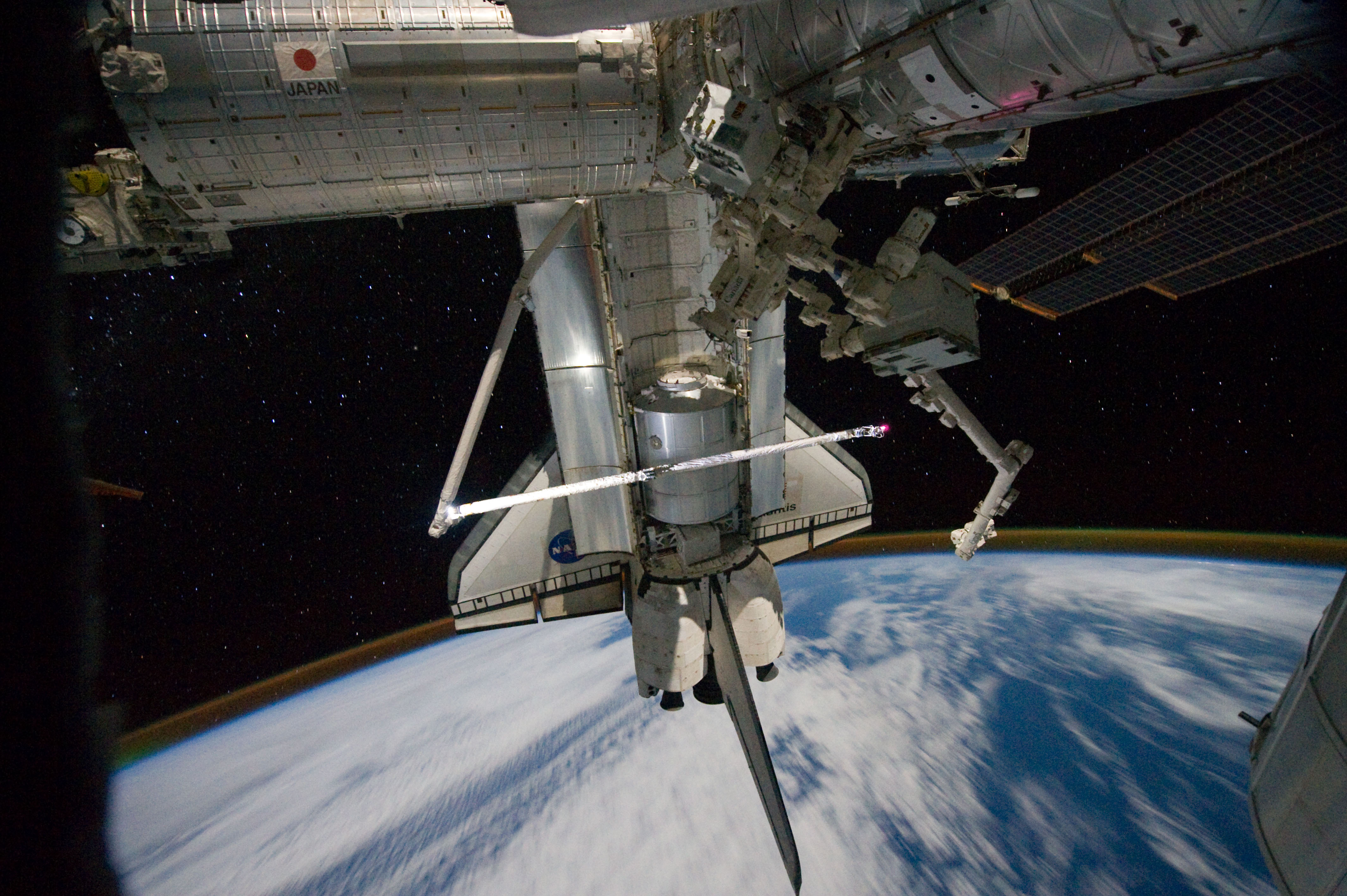
Space Shuttle Atlantis angedockt an der ISS, hier sind die Sterne sichtbar

#### Schattenwurf
Viele der Fotos, die auf dem Mond gemacht wurden, zeigen einen nicht parallel zueinander verlaufenden Schattenwurf verschiedener Objekte. Auch ist die Länge der geworfenen Schatten uneinheitlich. Verschwörungstheoretiker interpretieren dies als Widerspruch dazu, dass die Sonne die einzige Lichtquelle auf dem Mond ist. Eine Erklärung ist, dass der Mond keine plane Oberfläche aufweist. Einzelne Schatten fallen auf unebene Flächen und erscheinen daher teilweise verkürzt (bei einer Erhebung des Bodens) und teilweise verlängert (bei einer Vertiefung des Bodens). Je nach Lage der Vertiefung oder Erhebung verändert sie außerdem den Richtungsverlauf des Schattens. Zudem verzerrt die Perspektive der Fotografie im Nahbereich das Abbild der Schatten, so dass sie nicht mehr parallel erscheinen. Würden tatsächlich mehrere Lichtquellen – das heißt Studioscheinwerfer – verwendet, müssten überdies mehrere Schatten desselben Objekts zu sehen sein, die in verschiedene Richtungen laufen.
Auf den folgenden Fotos ist zu erkennen, dass normales Sonnenlicht, ohne Zuhilfenahme von Scheinwerfern, auf Fotos nichtparallele Schatten erscheinen lässt.

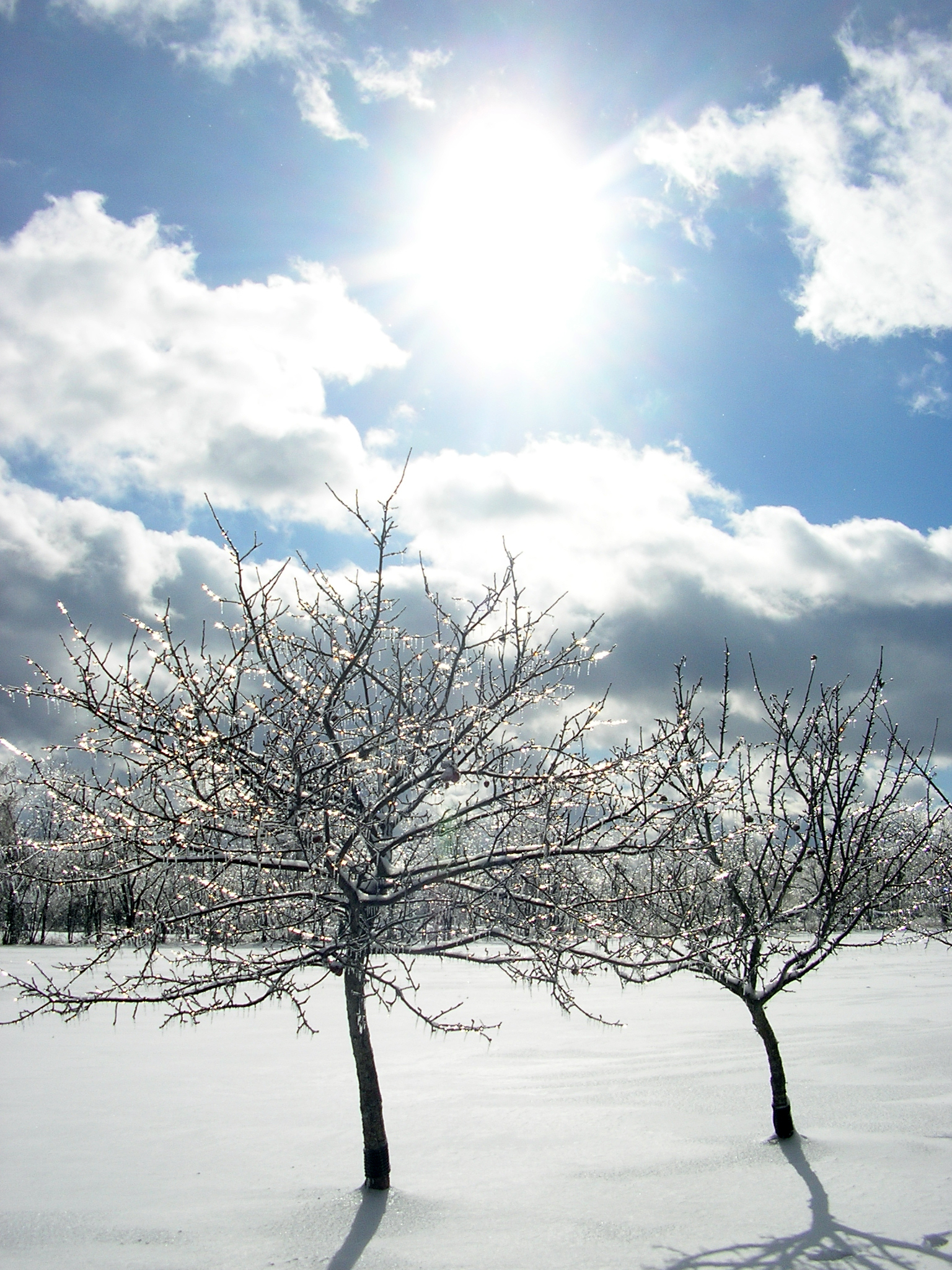
Zwei schneebedeckte Apfelbäume im Winter
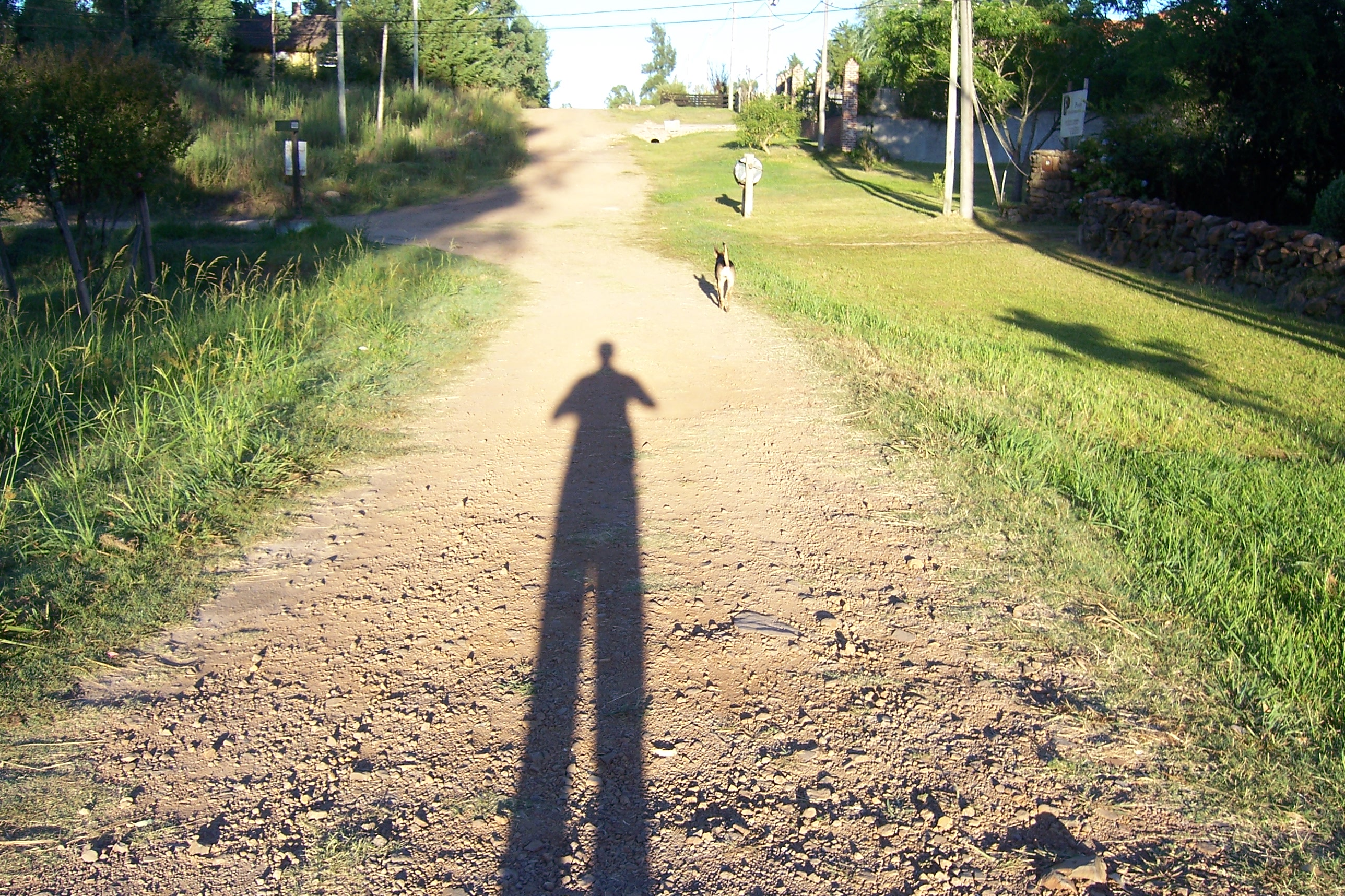
Schattenspiel auf einer unbefestigten Straße

#### Authentizität der Bilder
Auf vielen NASA-Aufnahmen sind Fadenkreuze der Kameras abgebildet. Die Kreuze sind für Vermessungstechniken gedacht und wurden extra für die Apollo-Missionen mit der so genannten Réseau-Glasplatte in die Kamera integriert. Solche Kreuze werden augenscheinlich manchmal durch Objekte auf dem Mond überdeckt. Das wurde als Beleg für Fotomontagen interpretiert. Eine Erklärung für dieses Überdecken liegt in dem fotografischen Effekt des Ausblutens. Bei genauerer Sicht auf die Originalbilder ist der Effekt oft gut zu erkennen, da die Kreuze oft auch nur teilweise überdeckt werden. Beispielsweise werden auf Fotos der US-Flagge die Kreuze oft nur in den weißen Streifen überdeckt und erscheinen vor den dunkleren roten. Die folgenden zwei Fotos aus den Apollo-Missionen 12 und 17 lassen klare Überblendungen insbesondere am Flaggenmast erkennen.

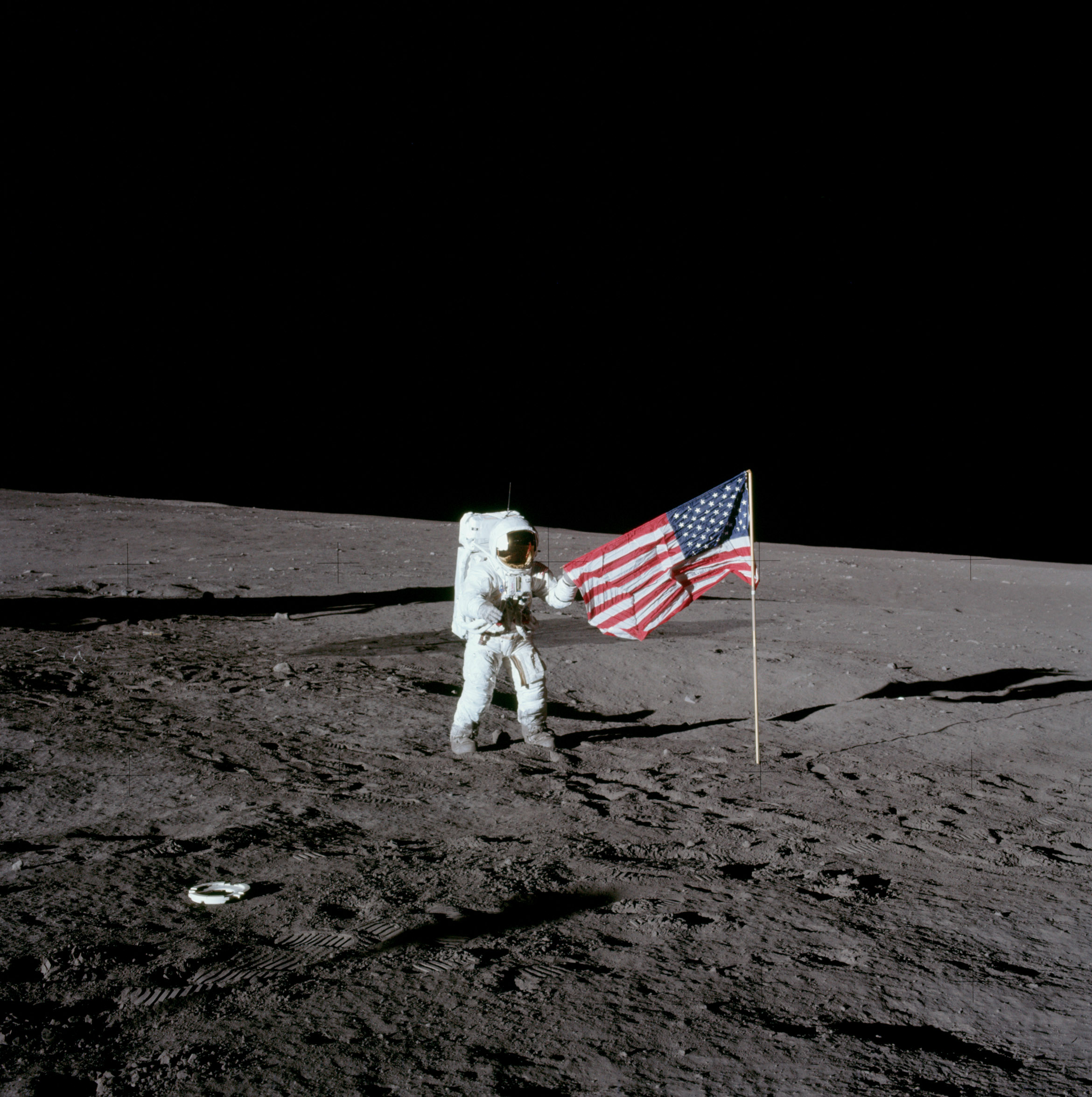
Der Arm von Charles Conrad Jr. und der Flaggenmast enthalten Überblendungen (Apollo 12).
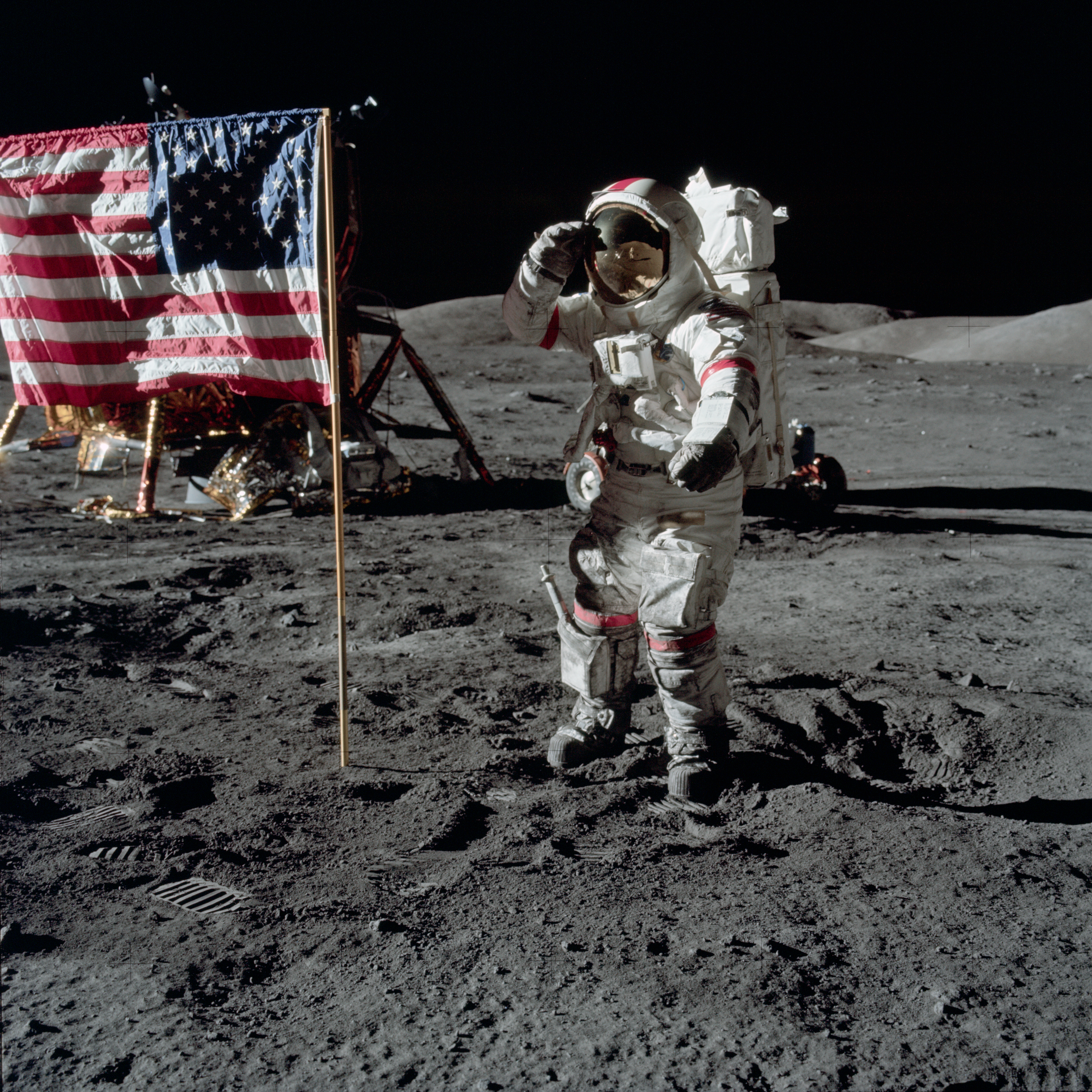
Der Flaggenmast enthält gleich vier Überblendungen der Kreuze (Apollo 17).

#### Qualität der Fotografien
Während der Mondspaziergänge wurden modifizierte Hasselblad-Kameras verwendet. Mit diesen wurde blind fotografiert. Das heißt, dass die Astronauten keinen für normale Kameras üblichen Sucher benutzten. Verschwörungstheoretiker werten dies als unlösbares Paradoxon, da trotzdem scharfe Fotografien entstanden. Da die Kameras aus praktischen Gründen auch noch in Brusthöhe an den Overalls befestigt waren, wird weiterhin die Originalität der Fotos angezweifelt, da die publizierten Fotos beispielsweise keine abgeschnittenen Köpfe aufwiesen und die darauf abgebildeten Motive auch sonst gut gelungen waren. Dabei muss jedoch beachtet werden, dass die Astronauten über sechs Monate hinweg im Training mit einem professionellen Fotografen gelernt hatten, mit diesen Kameras gute Fotografien anzufertigen. Für schwierige Fotos konnten diese Kameras wie ein Gewehr gehalten werden, um genauer auf das Motiv zielen zu können. Die Schärfe der Bilder erklärt sich durch eine spezielle Vorrichtung an den Kameras, durch die bei vier verschiedenen Schärfungen – nah, weit, fern und unendlich – der Mechanismus einrastet. Um die Bilder überhaupt machen zu können, wurde der Auslöseknopf für die auf dem Mond eingesetzten Kameras vergrößert. Zudem war das standardmäßig verwendete Objektiv ein leichtes Weitwinkelobjektiv, was das Scharfstellen und die Bildkomposition vereinfachte.
Die durch die Medien bekannten Fotos sind zudem nach ästhetischen Gesichtspunkten ausgewählt, nachträglich zurechtgeschnitten oder zur Kontrastangleichung nachbearbeitet. Es gibt auch genügend Beispiele weniger oder nicht gelungener Fotos, die auf Grund der mangelnden Ästhetik nicht explizit der Presse und Öffentlichkeit präsentiert wurden.

#### Spezifikation für Fotografien
Die Mondoberfläche weist Temperaturen von −160 °C bis +130 °C auf. Verschwörungstheoretiker nahmen diese Werte als Grundlage, um die Überschreitung der Spezifikationen der damaligen Fotografietechnik nachzuweisen. So bestanden die ungekühlten Filme aus einem Trägermaterial, das mit der auf Gelatine basierenden lichtempfindlichen Fotoemulsion beschichtet ist. Die Filme hätten somit bei diesen Extremtemperaturen entweder schmelzen oder brüchig werden müssen, ebenso wären die Batterien bei minus 40 °C nicht mehr verwendbar gewesen. Die bei den Mondlandungen vorgefundenen Umgebungstemperaturen haben allerdings tatsächlich nicht die Spezifikationen der Fotografietechnik überschritten. Die genannten Temperaturen sind lediglich Oberflächentemperaturen. Auf Grund fehlender Atmosphäre gibt es auf dem Mond keine Lufttemperatur, die direkt auf die Materialien der Kameras einwirkt. Zudem fand keine der Landungen in einer Mondnacht oder an einem Mondmittag – das heißt unter den angegebenen Extrembedingungen – statt. Auch der längste Aufenthalt auf dem Mond von knapp 75 Stunden bei der letzten Mission (Apollo 17) relativiert sich gegenüber einer Mondtageslänge von rund 27,3 Erdtagen. Auf die 24-stündige irdische Tageslänge umgerechnet, entspräche dies lediglich einer Verschiebung des Sonnenstandes um weniger als drei Stunden. Die Mondoberfläche in den Landegebieten hatte im Mittel etwa 20 bis 25 Grad Celsius unter Berücksichtigung der Einstrahlungsenergie und des Einstrahlungswinkels der Sonne.
Die Kameras waren extra für die Mondlandung angepasste Hasselblad-500EL-Modelle (Hasselblad 500 EL/70), sie hatten ebenso wie die Wechselfilmboxen einen Silberüberzug, um gegenüber Wärmestrahlung unempfindlicher zu sein, zusätzlich waren die Schalter des Kamerasystems für eine höhere thermische Unempfindlichkeit hermetisch verschlossen. Sowohl die Kamera als auch die Filmboxen waren zudem gegen die beim Spulen entstehende elektrostatische Aufladung gesichert. Zur Anwendung kamen auf handelsüblichen Produkten basierende Filme, die Farbdiafilme Kodak Ektachrome MS und EF mit 64 beziehungsweise 160 ASA Empfindlichkeit sowie hochauflösende Schwarzweißfilme Panatomic-X mit 80 ASA für Aufnahmen des Terrains. Anders als normale 60-mm-Filme waren diese mit 70 mm sowie beidseitig perforiert konfektioniert.
Die Vereinigten Staaten und die Sowjetunion konnten schon ab 1960 mit dem Einsatz von Spionagesatelliten erfolgreiche Filmaufnahmen – ohne Temperaturprobleme – vorweisen. Zudem wurde schon 1965 beim ersten amerikanischen Weltraumausstieg (Gemini 4) ein Vorgängermodell der Hasselblad-500EL-Kamera erfolgreich eingesetzt, das höheren Temperaturunterschieden (als auf dem Mond) von +120 °C in der Sonne und −65 °C im Schatten ausgesetzt war. Gäbe es die genannten Einschränkungen, dürften überhaupt keine analogen Fotos aus dem Weltall existieren.

#### Sonstige Ungereimtheiten
Ungereimtheiten auf im Internet kursierenden Mondbildern haben schon oft für Verwirrung gesorgt. Es ist zum Beispiel ein Bild im Umlauf, auf dem im Visier eines Astronauten zwei andere erscheinen, obwohl niemals mehr als zwei Astronauten gleichzeitig auf dem Mond waren. Diese Aufnahme des dritten Astronauten ist nach eigenem Bekunden des Raumfahrthistorikers David Harland eine von ihm selbst für das Apollo Lunar Surface Journal erstellte scherzhafte Fotomanipulation.
Manche dieser Fotos lassen sogar Buchstaben auf Steinen oder dem Boden erkennen, zum Beispiel zwei C interpretiert als Requisitenbuchstaben eines Steins. Die hier angesprochenen Buchstaben sind auf Fusseln auf einer Bildkopie zurückzuführen (ein Vergleich auf apolloprojekt.de veranschaulicht dies). Viele andere Täuschungen sind auf sehr kleine, im Internet verbreitete Bilder in verlustbehafteten Formaten zurückzuführen, die sogenannte Komprimierungsartefakte enthalten und Detailverluste bewirken (zum Beispiel bei JPEG). Im offiziellen NASA-Archiv sind sämtliche Originale aufbewahrt. Diese zeichnen sich im Gegensatz zu den oft im Internet anzutreffenden Kopien sowohl durch einen hohen Detailgrad aufgrund hoher Auflösungen als auch durch einen nur geringen Komprimierungsgrad aus. Die folgenden Aufnahmen sind hochaufgelöste Kopien des Internet-NASA-Archivs und enthalten dementsprechend keine der angesprochenen Ungereimtheiten.

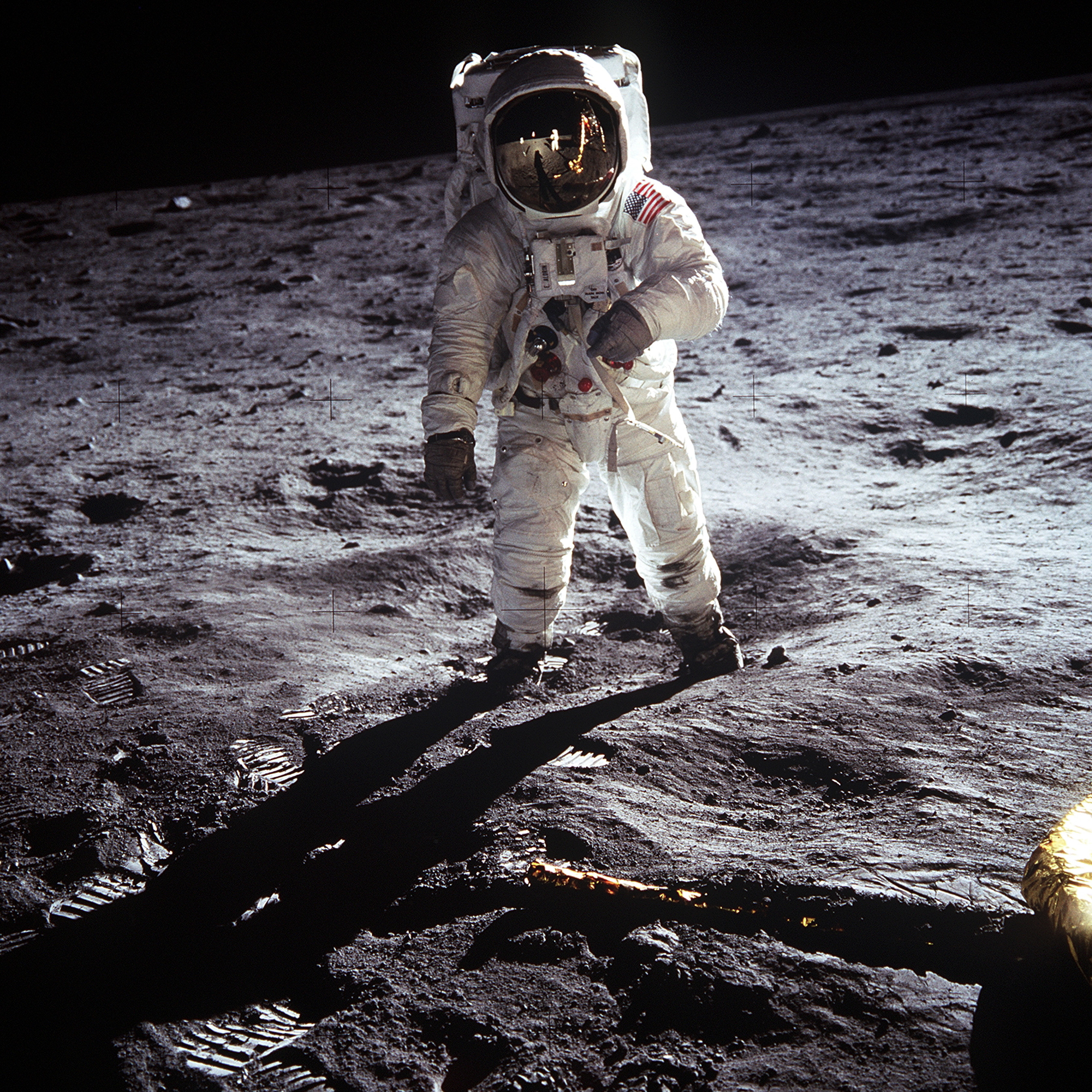
Original-Aufnahme von Buzz Aldrin, ohne Spiegelung eines Dritten
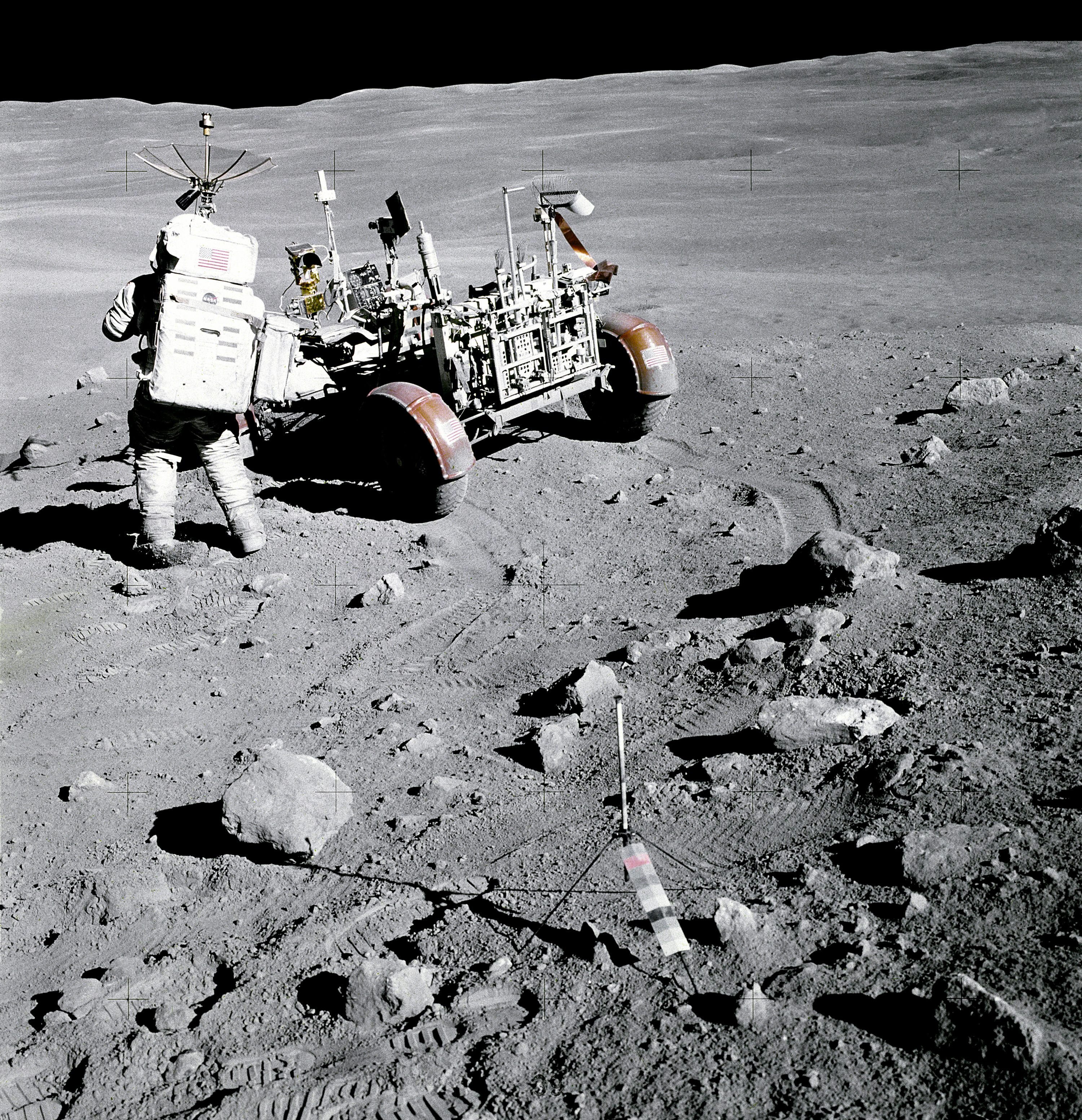
Original-Apollo-16-Aufnahme ohne Fusseln oder Buchstaben

### Technische und physikalische Angelegenheiten

#### Die wehende Flagge
Filmaufnahmen beim Aufstellen der US-Flagge zeigen, dass die Flagge sich zunächst bewegte. Da der Mond keine Atmosphäre aufweist, schließen Verschwörungstheoretiker, dies sei so auf dem Mond nicht möglich gewesen. Die Bewegung der Flagge wurde allerdings nicht durch Wind, sondern durch anhaltende Schwingungen im luftleeren Raum nach dem Kontakt mit dem Flaggenmast verursacht (vergleichbar mit der Schwingung eines Pendels). Da die Reibung der Fahne an der Luft entfällt, werden Schwingungen und Vibrationen einer Flagge auf dem Mond – hervorgerufen durch das Einschlagen des Mastes oder das Richten der Flagge – nur durch die Steifheit des Stoffes gedämpft.
Zudem weist der Raumfahrtjournalist Werner Büdeler darauf hin, dass die Flagge an einer aufklappbaren Querstrebe hing und so präpariert war, dass sie wie im Wind flatternd wirkte. Bei Studioaufnahmen würden die Verwendung eines Ventilators oder natürlicher Wind Staub aufwirbeln und eine eingetrübte Sicht entstehen lassen.
Ein Vergleich von zwei an gleicher Stelle fotografierten Situationen verdeutlicht, dass die Flagge nach dem Abklingen der oben genannten Schwingungen/Vibrationen völlig still ruht und offensichtlich keinen Einflüssen ausgesetzt ist, wie sie in der Erdatmosphäre vorkommen.

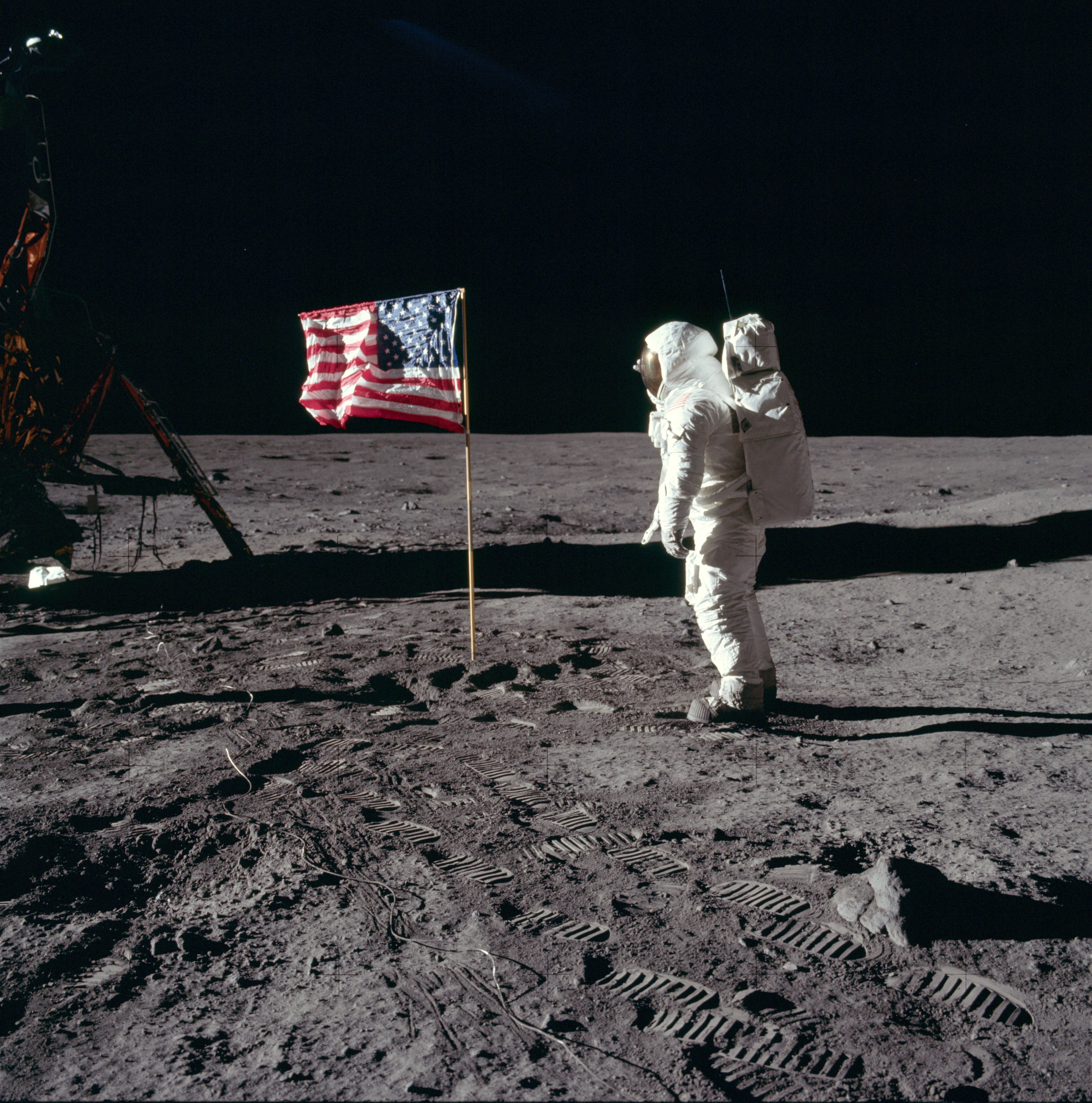
Buzz Aldrin salutierend (erkennbar an der rechten Hand hinter dem Helm)
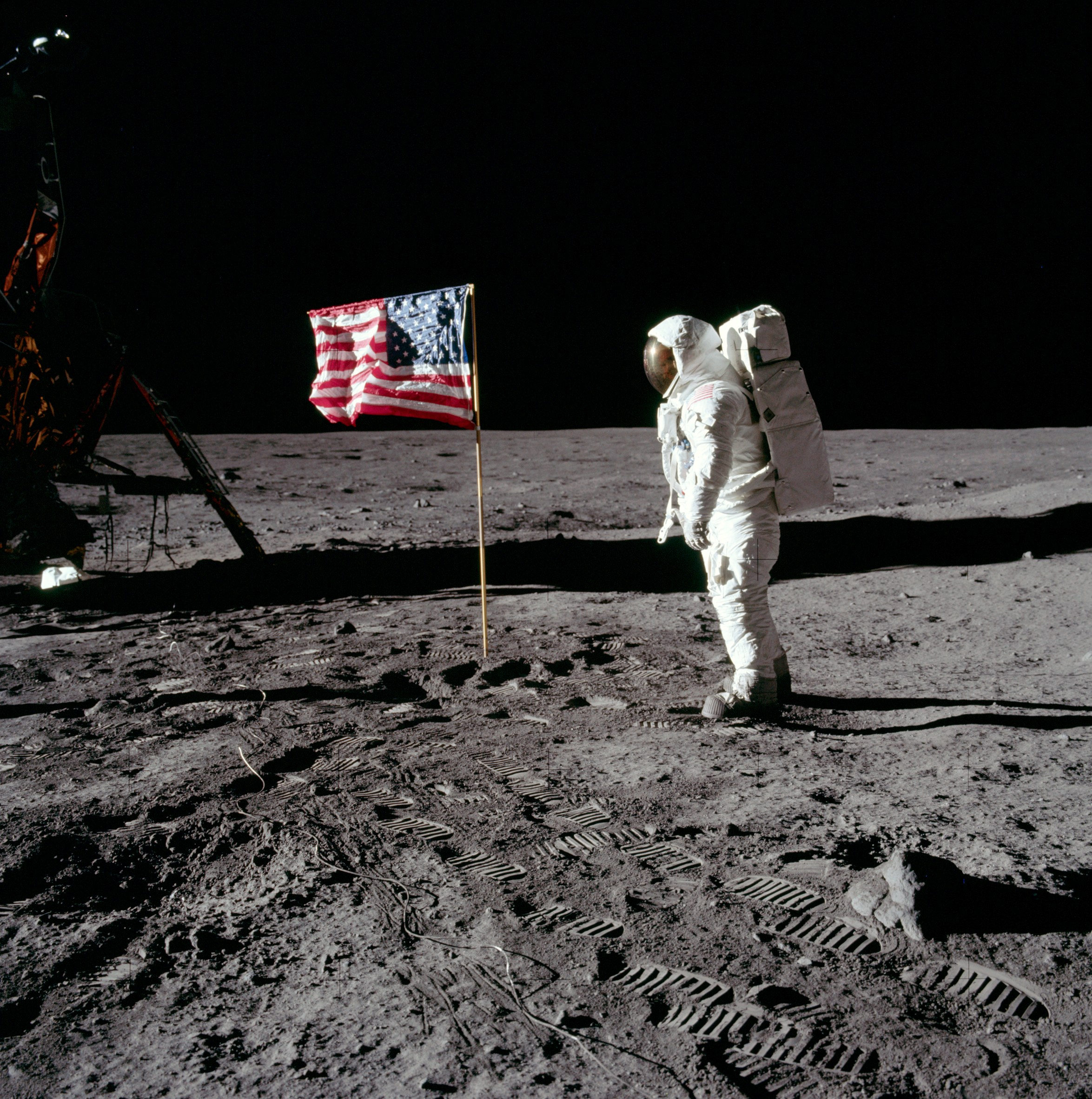
Aldrin kurze Zeit später mit herabhängenden Armen; die Flagge hat immer noch die gleiche Charakteristik
Animierte Abfolge der Bilder: Die Flagge weht nicht.

Videoaufzeichnungen während der Apollo-11-Missionen bieten weiteren Aufschluss über diesen Fehlschluss. So arbeiteten Armstrong und Aldrin von 28:33 bis 35:19 des ersten Videoausschnitts am Aufstellen der Flagge. Nachdem Armstrong gegen 33:30 das letzte Mal die Flagge berührte, schwang sie eine halbe Minute nach. Genau diese Situation wird oft fälschlich als im Wind wehend missverstanden. Direkt nach dem Abschwingen verharrte die Flagge bis zum Ende des 70-minütigen Videoausschnitts ohne jegliche Bewegung, so ist beispielsweise auf den oben aufgeführten Fotos, die erst später und zeitversetzt nach dem Videoausschnitt geschossen wurden, keine Bewegung der Flagge mehr zu sehen. Der zweite schwarzweiße Videoausschnitt wurde, im Gegensatz zur Lunar-Modul-Aufnahme, von einem kleinen Stativ auf der Mondoberfläche gefilmt und gibt die relevante Szene von einer weiteren Perspektive wieder.

#### Die Schwerkraft und die Astronauten
Während der Mondspaziergänge machten die Astronauten immer nur niedrige Sprünge, die mit den dokumentierten 60 Zentimetern nicht höher sind als durchschnittliche Sprünge und Hüpfer auf der Erde. Verschwörungstheoretiker nehmen an, dass auf dem Mond viel höhere Sprünge hätten vollführt werden müssen. Die Astronauten bis Apollo 14 trugen mit dem Modell A7L einen Raumanzug mit einer Gesamtmasse von 83 kg, ab Apollo 15 waren es mit dem Modell A7LB sogar 90,7 kg. Mit solchen Raumanzügen sind auf der Erde überhaupt keine Sprünge möglich. Höhere Sprünge wurden auch durch die eingeschränkte Beweglichkeit im Raumanzug und durch den ungünstig hohen Schwerpunkt des Tornisters des Lebenserhaltungssystems behindert.

#### Strahlenbelastung
Auf dem Flug der Astronauten zum Mond musste unweigerlich der Van-Allen-Gürtel zwischen Erde und Mond durchquert werden. In diesem Strahlungsgürtel herrscht eine für irdische Verhältnisse recht hohe Dosisleistung (Leistung der Strahlung) von etwa 1 Sv/h. Verschwörungstheoretiker nahmen an, dass diese unausweichlich zum Tode hätte führen müssen. Diese Dosisleistung ist auf Dauer tödlich, die Astronauten waren jedoch einerseits in der Apollo-Kommandokapsel geschützt und benötigten andererseits nur circa 90 Minuten für die Durchquerung des Strahlengürtels. Dies bedeutete eine aufgenommene Strahlendosis von etwa 4,3 Millisievert für die gesamte Durchquerung und entspricht etwa dem doppelten der jährlichen aufgenommenen natürlichen Strahlendosis eines Bürgers in Deutschland, Österreich oder der Schweiz. Erste nachweisbare Schäden treten erst ab einer inkorporierten Dosis von über 300 mSv auf (ab 500 mSv erfolgt eine reversible Knochenmarksdepression), bei einer Dosis unter 10 mSv ist mit höchstens einem zusätzlichen Krebsfall pro 10.000 Personen zu rechnen. An den Mondlandungen waren weniger als 25 Personen beteiligt, das durch den Mondflug erhöhte Krebsrisiko der Teilnehmer ist also statistisch nicht belegbar. Während der Apollo-16-Mission kam es auf Grund heftiger magnetischer Sonnenstürme kurzzeitig zu einer Dosisleistung von bis zu 10 Sv/Eruption. Da die Astronauten dieser jedoch nur kurzzeitig ausgesetzt waren und auch im Raumschiff einen gewissen Schutz genossen, blieben die gesamte inkorporierte Dosis sowie auch die Sofortdosis weit unter dem tödlichen Niveau. Sie kamen ohne nachweisbare Verletzungen zur Erde zurück. Ungeschützt wäre mit einer Sofortdosis von ≈10 Sv die letale Dosis unweigerlich erreicht gewesen, dies hätte den sicheren Tod der Astronauten bedeutet.

#### Lärm in der Mondlandefähre

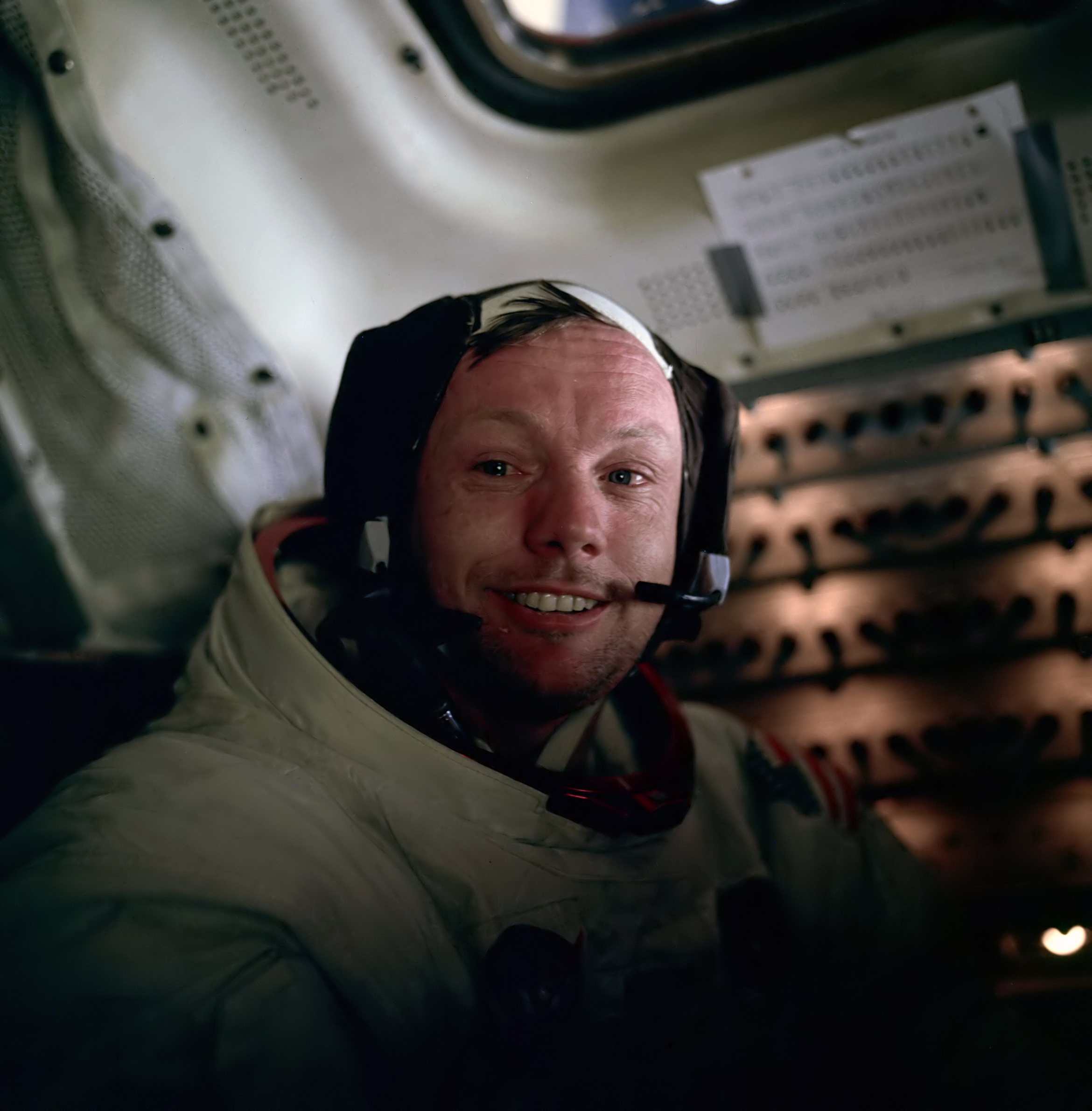
Neil A. Armstrong mit Mikrofon im gelandeten Lunar-Modul Eagle

Die Zündung der Bremsraketen der Mondlandefähre während der Landung auf dem Mond verursachte Lärm. Zwar kann sich der Schall durch die fehlende Atmosphäre nicht auf dem Mond ausbreiten – im Raumschiff aber schon. Nach Annahmen von Verschwörungstheoretikern liegt der Lärmpegel dafür bei 140 dB, was es dementsprechend für die Mitarbeiter in der Bodenstation unmöglich gemacht hätte, die Gespräche der Astronauten mitzuverfolgen. Der Lärm von Raketenantrieben entsteht durch das Auftreffen der überschallschnellen Abgase auf Umgebungsluft, dies bedeutet, dass im Vakuum im Gegensatz zur Annahme der Verschwörungstheoretiker die Triebwerke leise laufen. Im Inneren des Raumschiffes sind nur Schwingungen hörbar, die durch direkten Kontakt mit den Strukturelementen an die Innenatmosphäre der Kabine weitergegeben werden, also im Wesentlichen die Strömungsgeräusche der fließenden Treibstoffkomponenten, die laufenden Pumpen usw. Das heißt, es ist maximal ein leises Zischen der ausströmenden Gase, ähnlich dem Geräusch strömender Flüssigkeiten in Wasserleitungen oder Heizungen, zu vernehmen. Während der Landung und beim Rückstart trugen die Astronauten ihre Helme. Die Tonaufnahmen stammen von Mikrofonen, die sich in Kopfnähe befanden. Diese Mikrofone waren so konstruiert, dass sie Nebengeräusche unterdrückten (Antischall, engl. noise-cancelling), ebenso wie die in Flugzeugen (in denen ein hoher Lärmpegel herrscht) verwendeten. Das zischende Triebwerksgeräusch wird also aus der Tonübertragung weitgehend ferngehalten (Apollo-11-Mondlandung Anhörenⓘ).

#### Landekrater
Den Fotoaufnahmen (siehe erstes Bild) ist zu entnehmen, dass das Triebwerk der Landefähre im Boden keinen Krater verursacht hat. Verschwörungstheoretiker erwarten jedoch wegen der staubigen Oberfläche einen klar erkennbaren Krater. Dies war jedoch auf Grund der damaligen Gegebenheiten nicht möglich. So expandierte der Gasstrom auf Grund des vorherrschenden Vakuums sehr stark, als er aus der Düse trat. Die Apollo-11-Landefähre nutzte sogar kurz vor der Landung auf der Oberfläche nur ein Drittel der normalen Landeschubkraft und landete schwach horizontal, statt vertikal, wodurch nicht genügend Zeit blieb, mit der verbliebenen geringen Schubkraft einen kleinen Krater zu hinterlassen.
Auf dem zweiten Bild ist beispielsweise an der Spur (die leicht ins Dunkle/Bräunliche verfärbt ist) unter dem Triebwerk zu erkennen, wie die Mondfähre von rechts nach links gelandet ist, an den Füßen sind Mondstaubaufschiebungen zu sehen. Das dritte Bild des LM-Fußes verdeutlicht den durch die Landung verursachten Mondstaubaufschub und zeigt im Vordergrund eine glatte Oberfläche, da das Triebwerk die oberste Staubschicht wegblies.
Die Tatsache des fehlenden Kraters fällt Armstrong kurz nach dem Abstieg im Zuge der Triebwerkskontrolle auf. Er meldet dies auch umgehend über Funk.

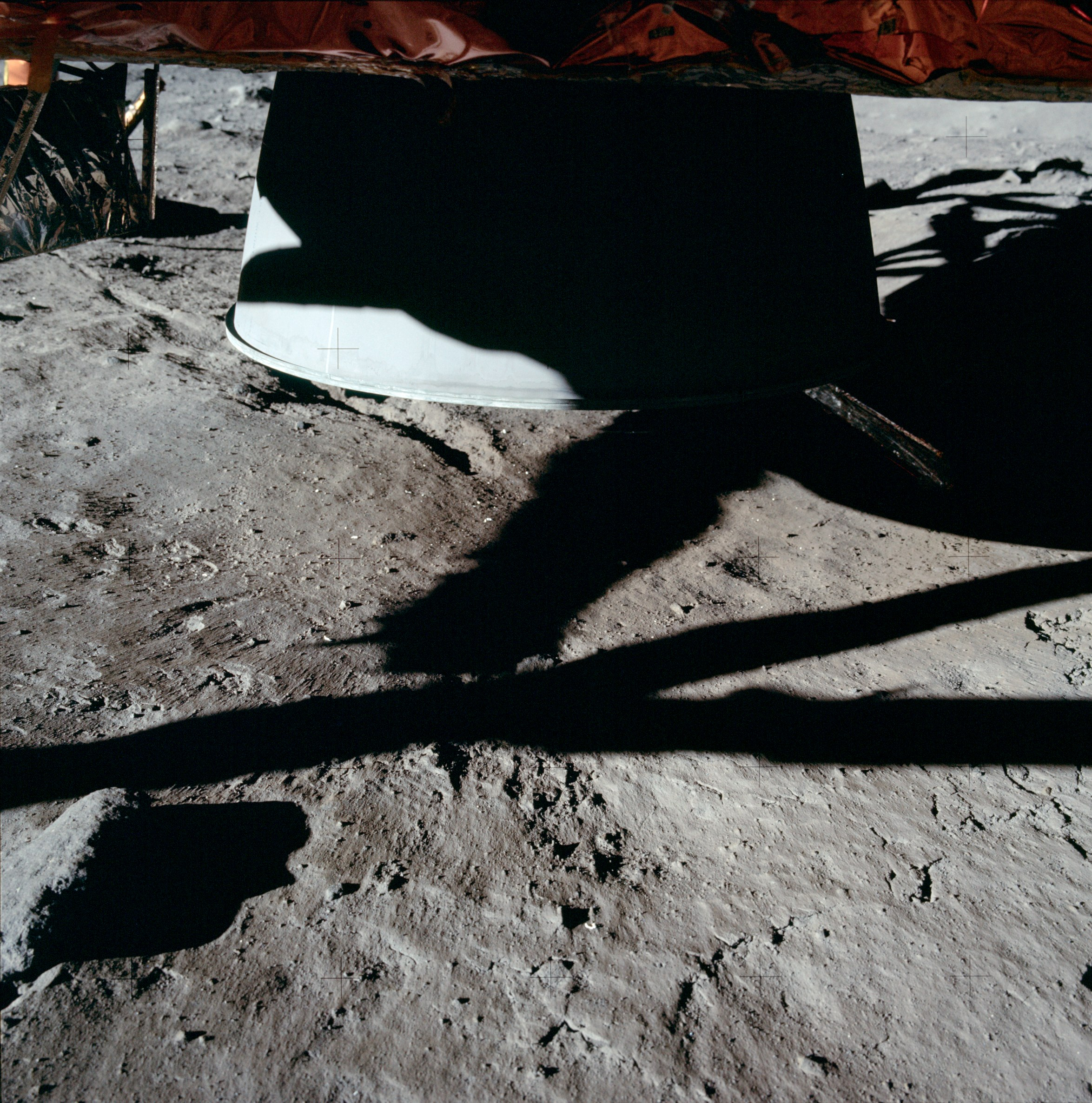
Die Landefähre von Apollo 11 ohne Krater unter dem Triebwerk
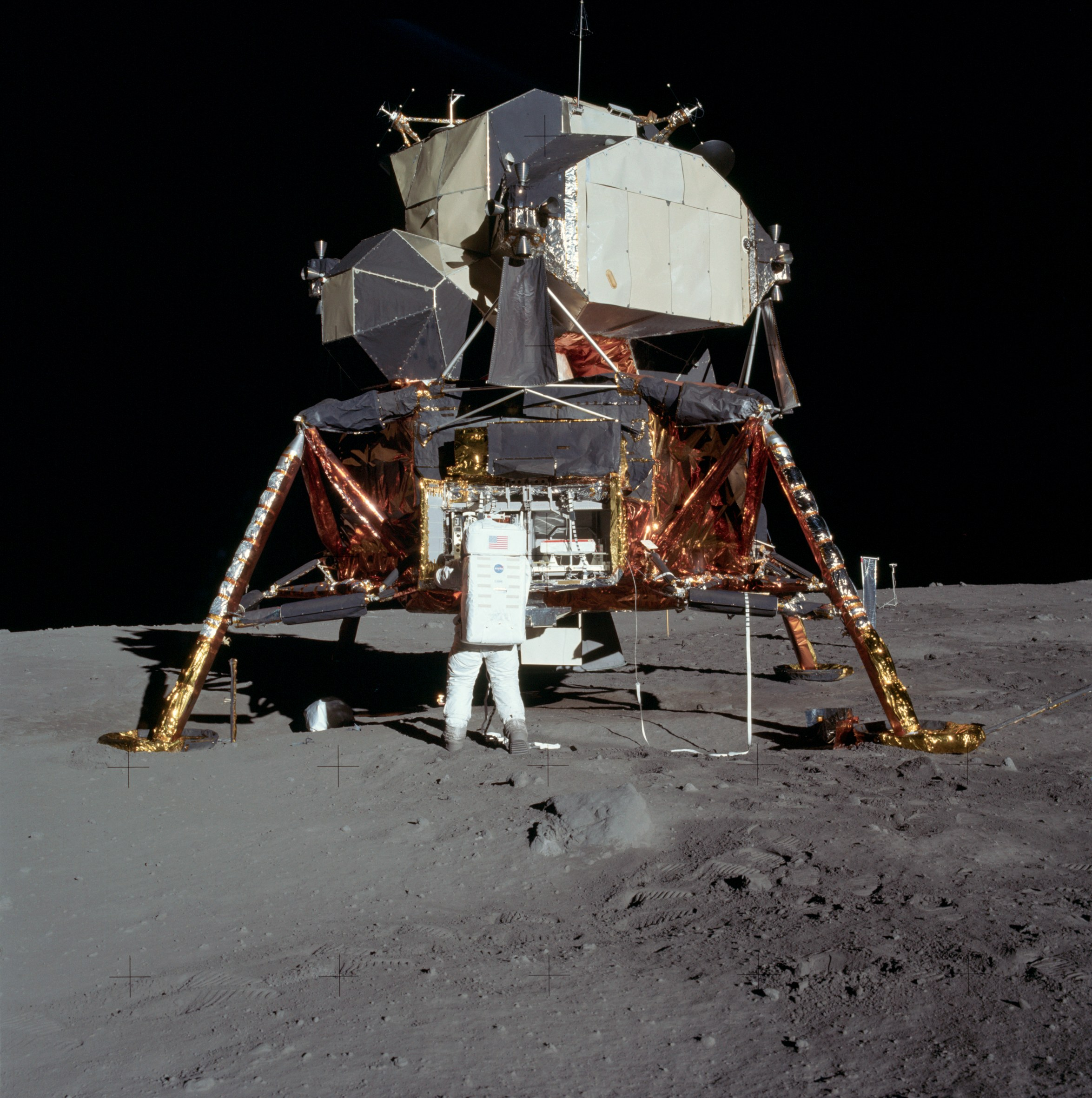
Großansicht der Landesituation
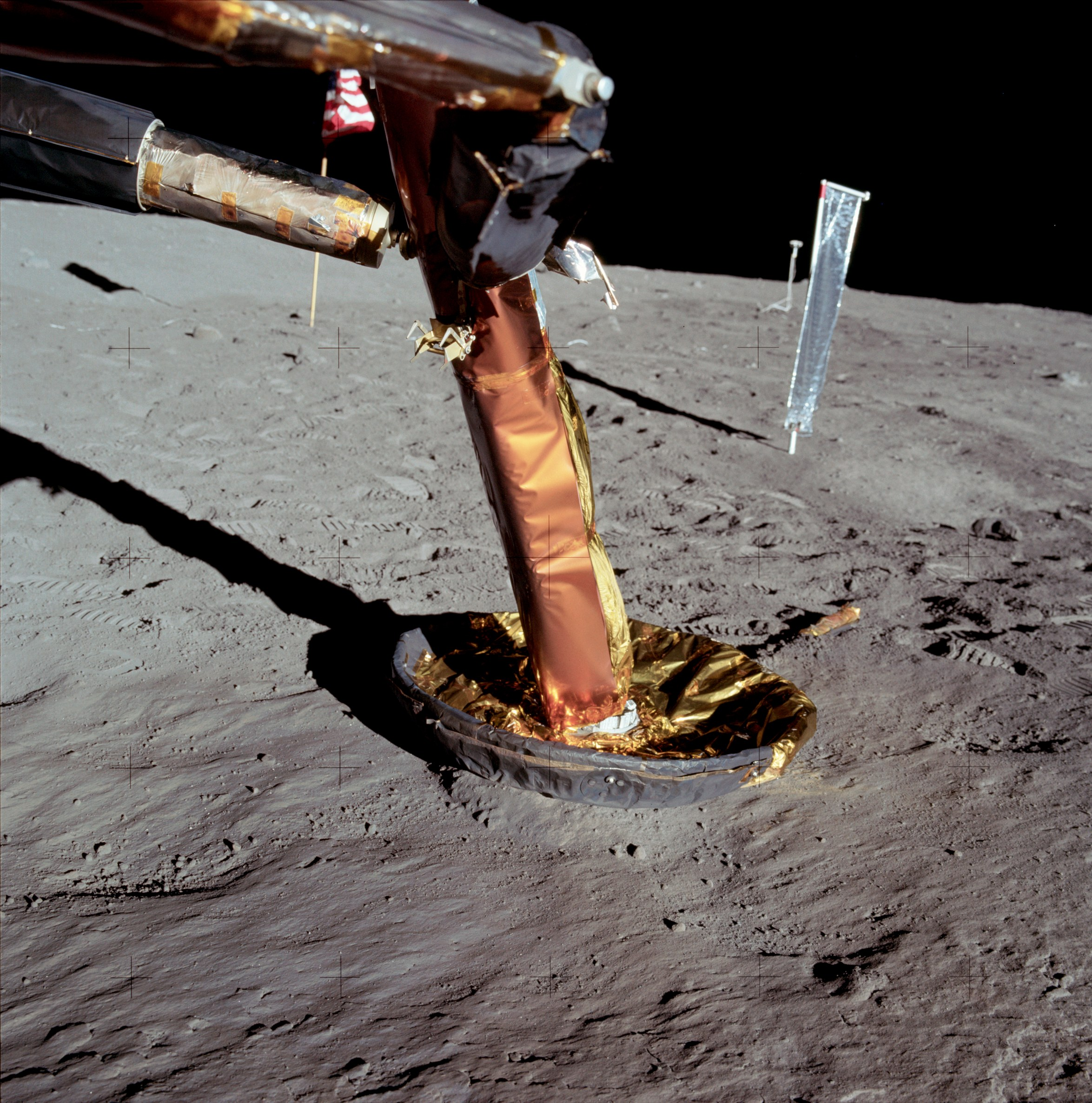
Großansicht rund um den LM-Fuß

#### Stichflamme während des Abflugs

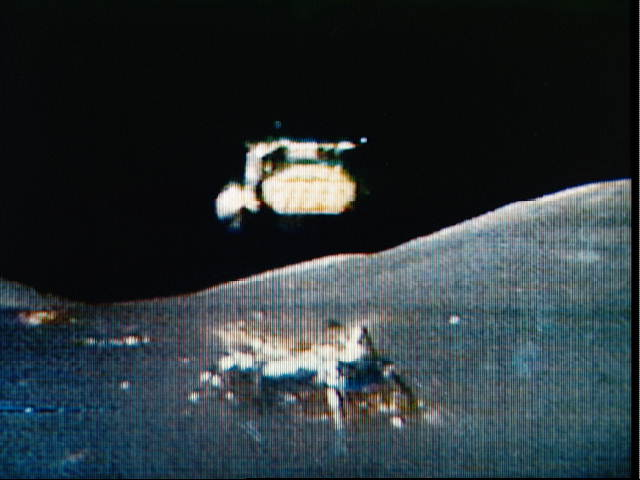
Start der Mondlandefähre von Apollo-17 ohne sichtbare Triebwerksflamme

Beim Abflug der Landefähre war entgegen der Erwartung vieler Zuschauer keine Stichflamme zu sehen. Verschwörungstheoretiker sehen dies als Beleg dafür, dass die Landefähre auf eine andere Weise vom Fleck bewegt worden sein müsste. Die Triebwerke verwendeten eine Treibstoffkombination aus Distickstofftetroxid als Oxidator und einem Hydrazingemisch. Dieser Brennstoff verbrennt im Gegensatz zu vielen anderen Treibstoffkombinationen mit einer kaum sichtbaren Flamme. Es ist eine weitverbreitete Fehlannahme, dass jede Verbrennung von Stichflammen begleitet wird. Die für die Space Shuttle Main Engines verwendete Sauerstoff-Wasserstoff-Kombination verbrennt im Gegensatz zu den Feststoffboostern ebenfalls mit kaum sichtbarer Flamme.

#### Die Luken der Apollo-Module
Auf Grund der klobigen Raumanzüge kommen vielen Augenzeugen Zweifel, ob die Astronauten überhaupt durch die augenscheinlich klein aussehenden Einstieg- und Durchstiegluken passen. So nehmen Verschwörungstheoretiker dies als Beweis, dass die Apollo-Module reine Kulisse waren. Im Gegenzug zu dieser Annahme zeigen jedoch Fotos und Filme vom Mond und Probeläufen auf der Erde, dass die Einstiegsluke groß genug ist. Die Luke wurde bei der Mission Apollo 9 (Erdumlaufbahn) bei einem Umstieg von der Kommandokapsel zum Mondlandemodul erfolgreich getestet. Die Durchstiegluke zwischen Lunar-Modul (LM) und Kommando-Service-Modul (CSM) wurde nicht mit angelegtem Raumanzug benutzt.
Ein gutes Beispiel für das erfolgreiche Durchqueren der Einstiegsluke ist der von Neil A. Armstrong dokumentierte Ausstieg von Edwin E. Aldrin, Jr. aus dem LM.

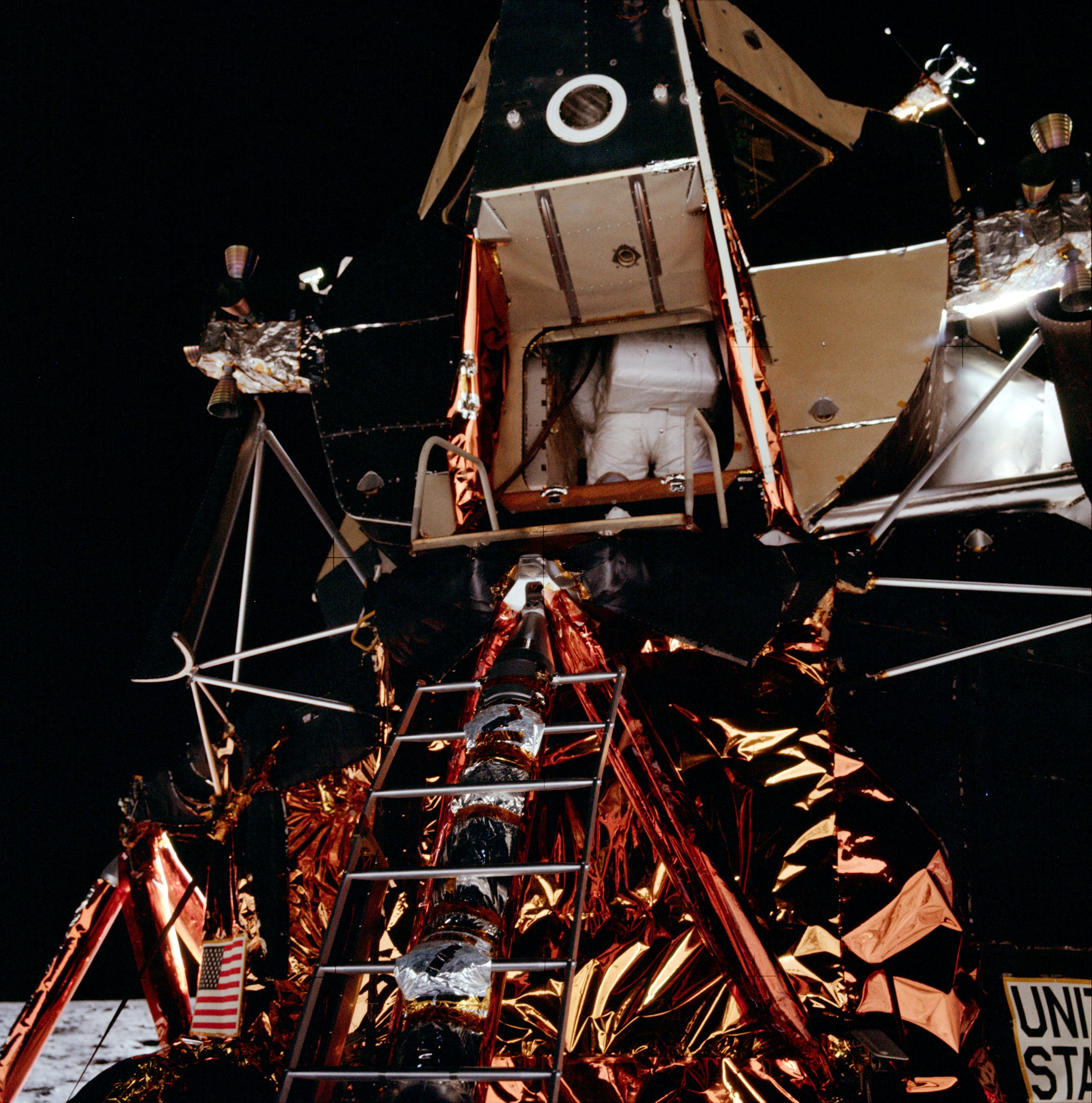
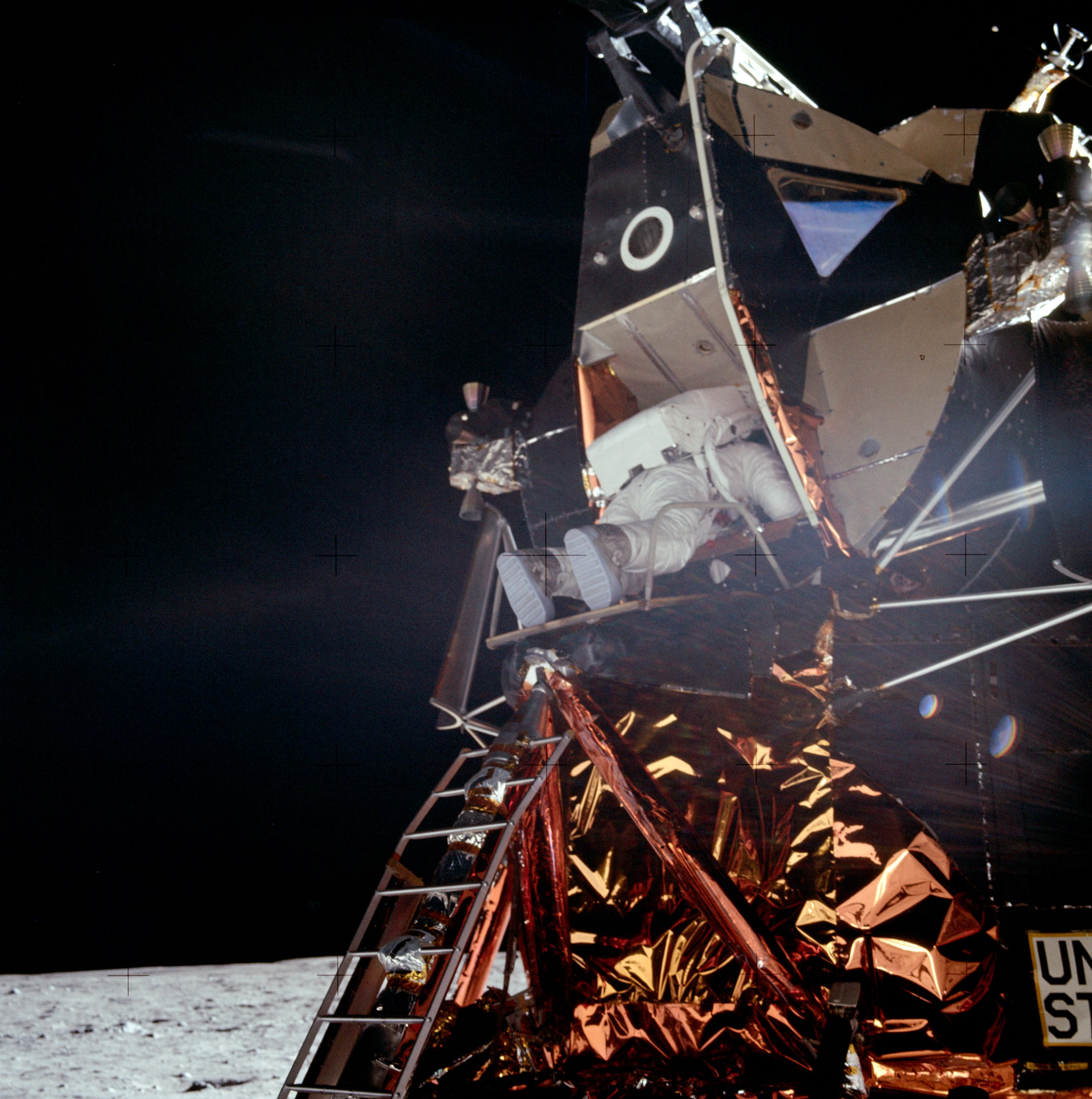
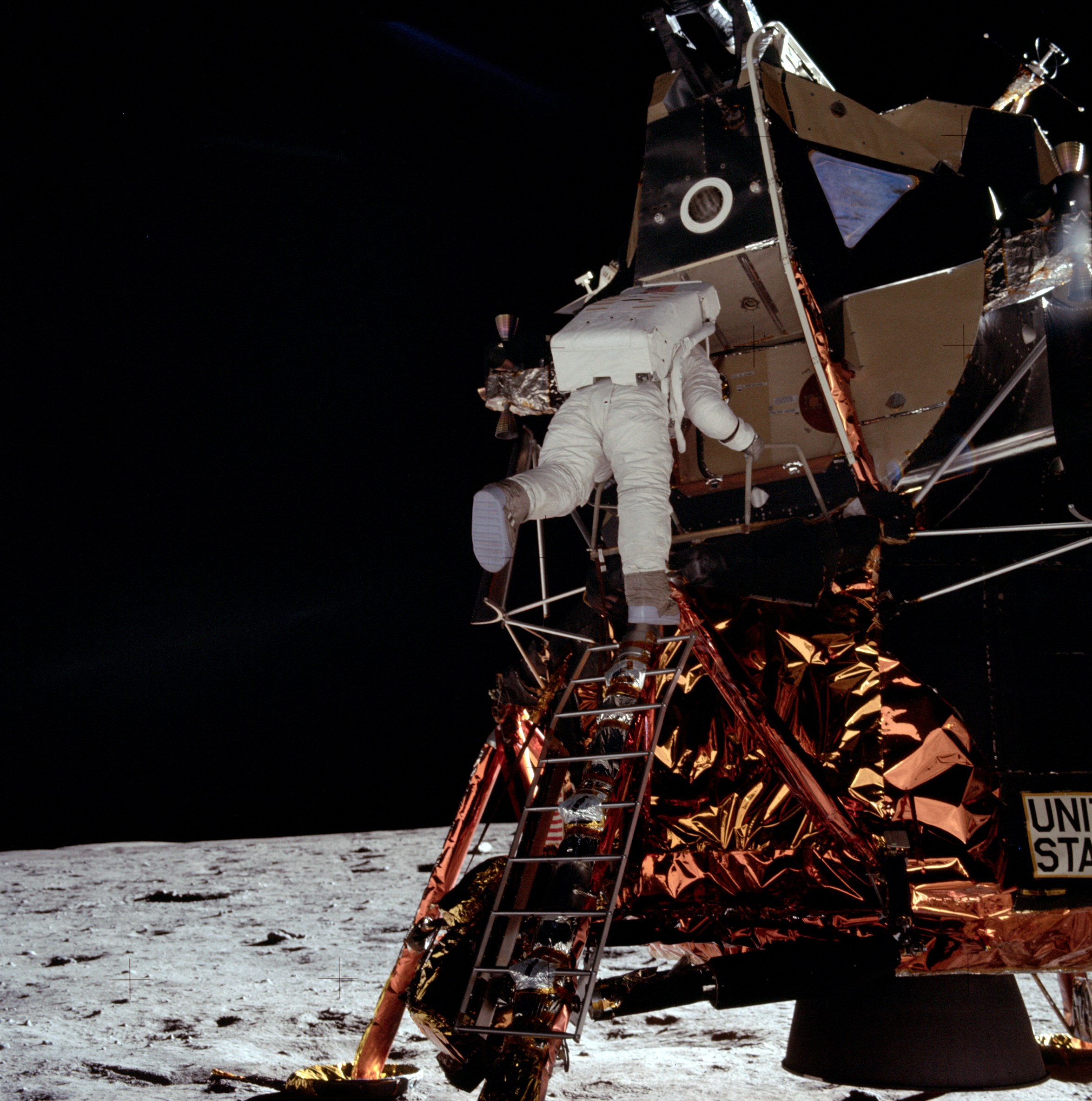

#### Fahreigenschaften des Mondmobils
Auf dem Mond herrscht lediglich ein Sechstel der Schwerkraft der Erde. Verschwörungstheoretiker ziehen daraus die Schlussfolgerung, dass die Räder des Mondfahrzeugs (Rover) beim Beschleunigen hätten durchdrehen müssen und Kurvenfahrten das Mondmobil wie bei Glatteis hätten ausbrechen lassen müssen. Der Physik zufolge wird die Reibungskraft aus dem Produkt aus Gewichtskraft und dem Reibungskoeffizienten bestimmt. Letzterer war durch das Design der Räder wesentlich besser als bei Gummireifen. Die Haftung auf dem Mond war somit deutlich besser als auf der Erde bei schlechten Straßenverhältnissen; die maximale Geschwindigkeit betrug 13 km/h.

#### Platzbedarf des Mondmobils
Das vierrädrige Mondmobil Lunar Roving Vehicle (LRV) hatte eine Größe ähnlich einem handelsüblichen Kleinwagen. Verschwörungstheoretiker nehmen dies zur Grundlage und behaupten, dass es so niemals verstaut gewesen sein konnte und eine zu große Last verursacht hätte. Damit haben sie teilweise recht, denn das LRV war tatsächlich zu groß für die Apollo-Module. So wurde es einfach zusammengefaltet in der Seite des Landers transportiert. Für diese Missionen wurden veränderte Mondlandemodule verwendet, die sich dem Mond auf treibstoffsparenden Flugbahnen näherten, die dann nicht mehr automatisch zur Erde zurückführten (erstmals bei Apollo 13; bei Apollo 8, 11 und 12 waren es Bahnen mit automatischer Rückkehr zur Erde im Falle eines Missionsabbruches). Apollo 11 und 12 benötigten zusätzlich Treibstoff zum Abbremsen und hatten die geringste Nutzlast. Bei Apollo 17 bremste die Kommandokapsel auf einer tiefen Mondumlaufbahn ab, wodurch die höchste Nutzlast für das Mondlandemodul erreicht wurde.

#### Computertechnik
Die Computer der späten 1960er-Jahre waren größer als heute handelsübliche PC, aber kaum leistungsfähiger als heutige Taschenrechner. Somit war eine Landungsunterstützung in Echtzeit oder die Berechnung der Rückflugbahn an Bord der Apollo-Raumschiffe kaum vorstellbar. Verschwörungstheoretiker sehen dies als Falsifikation des kompletten Mondlandeprogramms an. Allerdings wurden die Flugbahnen nicht im Raumschiff, sondern auf damaligen Hochleistungsrechnern in der NASA-Bodenstation berechnet und an die Bordcomputer der Kommandokapsel und der Fähre gefunkt. Diese arbeiteten ähnlich wie ein Autopilot und wandelten lediglich die von Houston überspielten Informationen für die einzelnen Missionsphasen in Steuerbefehle um. Dennoch waren sie leistungsfähig genug, um die Navigation und die Überwachung einiger Funktionen des Mondlandemoduls, wie zum Beispiel der Antennensteuerung (vgl. Fehler 1201 & 1202 bei Apollo 11), in Echtzeit selbst zu steuern.
Aus diesem Grund wurde in der damaligen Ära des Raumflugs deutlich mehr manuell geflogen als heutzutage. Erst die einige Jahre später entwickelten NASA-Bordcomputer des Space-Shuttle-Programms waren in der Lage, die komplexen Manöver in Echtzeit zu berechnen und das Shuttle alleine zu steuern.
Umgekehrt widerspricht dieses Argument aber auch der These der Verschwörungstheoretiker, die unstrittig auf dem Mond befindlichen Messinstrumente seien von unbemannten Flügen mittels ferngesteuerter Roboter aufgebaut worden. Die Seismografen und viele andere Messinstrumente, die für ihre Funktionstüchtigkeit zwangsläufig über eine größere Fläche verteilt auf der Mondoberfläche installiert sein mussten, benötigten einen sehr komplexen Aufbau, der von damaligen Robotern weder computerisiert noch mit manueller Steuerung hätte durchgeführt werden können.

### Verschiedene Aspekte

#### Gefahren der Raumfahrt
Selbst heute kämpft die Raumfahrt noch damit, Menschen gefahrlos in den Weltraum und wieder zurück zu befördern, siehe die Katastrophen der Challenger 1986 und der Columbia 2003, oder im Allgemeinen die Katastrophen der Raumfahrt. Übertragen auf die ebenfalls nicht gefahrlosen Apollo-Missionen kann gemutmaßt werden, dass dies die Mondlandung unmöglich gemacht hätte. Dabei ist jedoch anzumerken, dass das NASA-Budget mit dem Ende des Apollo-Programms und später zusätzlich durch den Fall des Eisernen Vorhangs stark beschnitten wurde. Die Gefährlichkeit der Mondlandung wurde nie bestritten und war ein bewusst eingegangenes Risiko (O-Ton John F. Kennedy: “We choose to go to the Moon in this decade and do the other things, not because they are easy, but because they are hard” (deutsch: „Wir entschließen uns in diesem Jahrzehnt, zum Mond zu gehen und andere Dinge zu tun, nicht weil sie einfach sind, sondern weil sie schwierig sind.“)). Nach der dramatischen Apollo-13-Mission wurden, offiziell auf Grund der zu hohen Kosten, jedoch vornehmlich aus nachvollziehbarer Sorge um die Astronauten (bei einer erneuten Katastrophe wäre evtl. das gesamte Apollo-Programm ad acta gelegt worden), einige bereits geplante Apollo-Missionen gestrichen und wichtige Missionsabläufe dieser auf die verbliebenen Missionen verteilt.

#### Unternehmen Capricorn
Eine mittlerweile selbst von den meisten Verschwörungstheoretikern gemiedene Theorie ist die Annahme, dass im Film Unternehmen Capricorn (Capricorn One) des Regisseurs Peter Hyams übrig gebliebenes Filmmaterial des angeblichen Mondlandeschwindels verwendet wurde. Die Ähnlichkeit der Bilder ist jedoch kein Zufall – der Film wurde 1977, acht Jahre nach der ersten Mondlandung, gedreht. Einige Szenen wurden den Bildern der Apollo-Missionen nachempfunden. Der Film handelte in ähnlicher Weise von einer fingierten Expedition zum Mars.

#### Mondgestein
Von den Mondlandungen wurden 382 Kilogramm Mondgestein mitgebracht. Unterstützer der Verschwörungstheorie sehen dies als keinen Beweis an und verweisen auf Funde von Mondmeteoriten auf der Erde. Wissenschaftler auf der ganzen Welt untersuchten das Mondgestein. Es konnten Mineralien, zum Beispiel Tranquillityit und Armalcolit, das nur bei fehlender Atmosphäre in hohen Mengen auffindbare 3He-Isotop und weitere teilweise vorher unbekannte Isotope wie Neptunium 237Np oder der ungewöhnlich hohe Anteil an Uran 235U, festgestellt werden. Die Mondgesteinsproben unterscheiden sich damit chemisch von auf der Erde zu findenden Gesteinen und zeigen deutliche Einschläge von Mikrometeoriten.
Dieselben Einschläge sind auf Meteoriten, die auf die Erde getroffen sind, nicht zu finden, da ihre Oberfläche beim Eintritt in die Erdatmosphäre aufgeschmolzen wird und die Spuren von Mikrometeoriten so zerstört werden. Zudem enthielten die Apollo-Proben kurzlebige radioaktive Isotope, verursacht durch die permanente Bestrahlung auf dem Mond. Auch fehlte den Steinen die irdische Hydrathülle (= Wasserhülle), da das Wasser im Hochvakuum völlig von der Oberfläche der Steine verschwand. Darüber hinaus zeigen die Mondmeteoriten Spuren irdischer Verwitterung, die in Apollo-Proben nicht feststellbar sind.
Aus den verschiedenen Proben der Apollo-Missionen konnte im Jahr 2005 an den Universitäten Münster, Köln, Oxford und der ETH Zürich das Alter des Mondes auf 4,527 Milliarden (± 10 Millionen) Jahre bestimmt werden.
Die Probenentnahme der Mondgesteine ist ausführlich dokumentiert; das bedeutet, dass die Proben direkt auf dem Mond bei laufender Fernsehsendung für die Mitnahme abgebaut, ausgegraben, zerkleinert und verstaut wurden. Daher lassen sich die dokumentierten Gesteinsproben mit denen auf der Erde verteilten vergleichen und zeitlich als auch räumlich eindeutig identifizieren. Der vorgeworfene Einsatz von Mondmeteoriten für diese Probeentnahme ist in diesem Zusammenhang daher unwahrscheinlich. Eine angenommene Probeentnahme auf der Erde mit künstlich hergestellten Gesteinen, als Teil der Verschwörungstheorie, hätte deren chemische Zusammensetzung (siehe Wasserhülle) dermaßen beeinflusst, dass eine Fälschung mit solchen künstlich hergestellten Gesteinsproben ausgeschlossen ist.
Früheste Funde von Mondmeteoriten beginnen 1979, danach wurden lediglich rund 40 nachgewiesene Mondmeteoriten mit einer Masse von insgesamt unter 30 Kilogramm gefunden. Circa einer von 1200 gefundenen Meteoriten ist ein Mondmeteorit. In Anbetracht der Menge von 381 Kilogramm der durch die NASA mitgebrachten Mondgesteine (die sowjetische Luna-Mission brachte später noch einige weitere hundert Gramm Mondgestein zur Erde) und dem erst 1982 erfolgten ersten Nachweis eines Mondmeteoriten überhaupt kann ausgeschlossen werden, dass das von der NASA veröffentlichte Gestein von Meteoriten stammt. In Anbetracht der heutigen Preise für Mondmeteoriten von rund 1.000 bis 40.000 US-Dollar pro Gramm, je nach Rarität und Nachfrage, ist der Wert der NASA-Funde auf 0,4 bis 15 Milliarden US-Dollar zu beziffern. An einen hypothetischen Kauf von Mondmeteoriten, um die vorgestellten 381 Kilogramm aufzufüllen, ist nicht zu denken, da es einen Großteil des NASA-Budgets eingenommen hätte.

#### Erdaufgang – Erduntergang

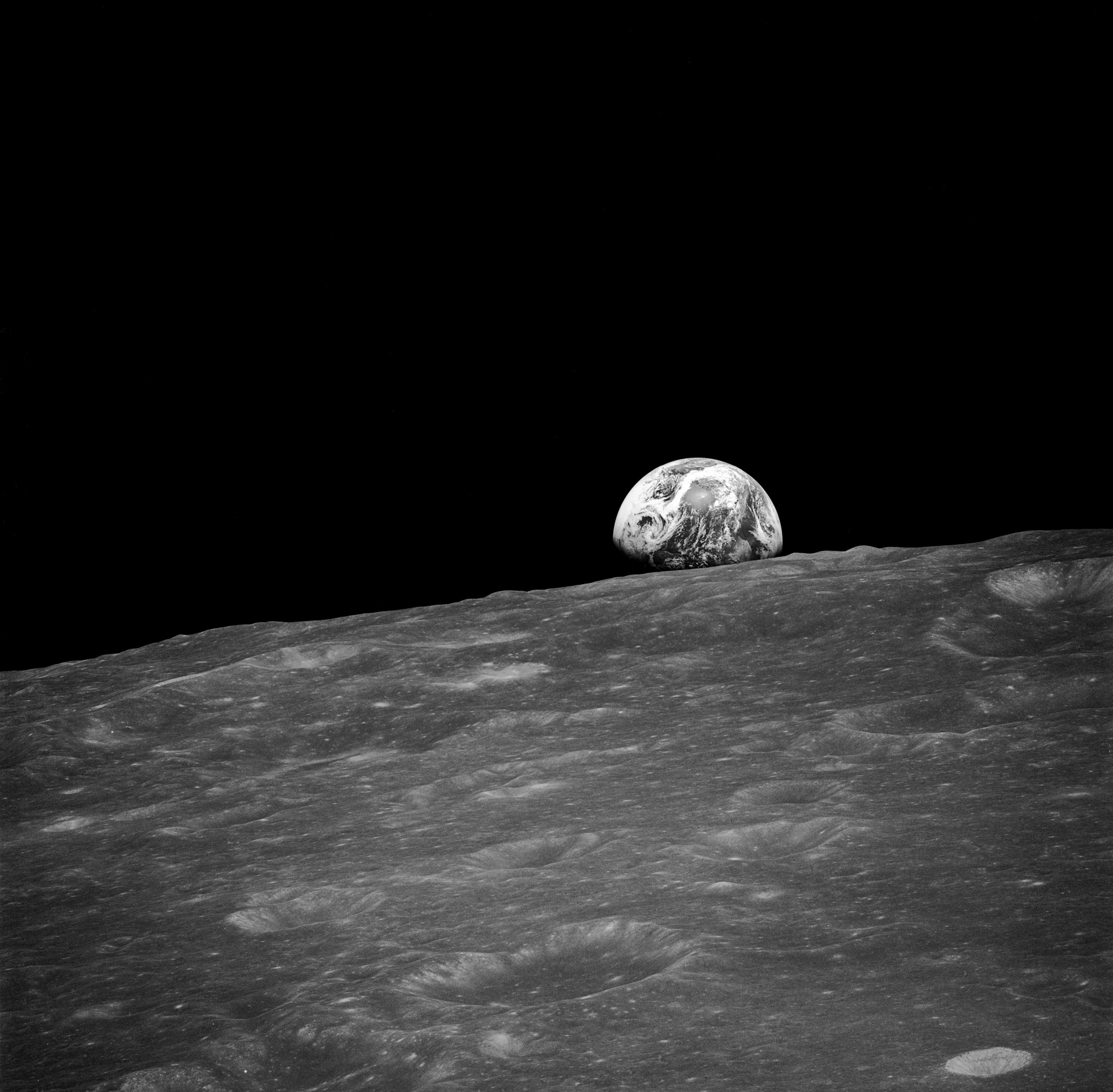
Apollo-8-Aufnahme der aufgehenden Erde aus der Mondumlaufbahn

Während der Filmaufnahmen der Apollo-Missionen sind Erdauf- und Erduntergänge zu sehen. In Anbetracht dessen, dass der Mond der Erde aber immer dieselbe Seite zuwendet, schließen Verschwörungstheoretiker die Echtheit der Filmaufnahmen aus. Tatsächlich hat die Erde auf den Fotos auch unterschiedliche Positionen. Die Beobachtungen erfolgten jedoch nicht auf dem Mond, sondern aus der Mondumlaufbahn. Dabei verschwanden die Raumfahrzeuge mehrfach hinter der Rückseite des Mondes und bewegten sich wieder in Richtung Erde.
Verschwörungstheoretiker behaupten auch, dass die Größe der Erde in Relation zur Mondgröße unwahrscheinlich klein sei, da man den Mond auf der Erde größer sieht als die Erde (die ja de facto größer ist) auf dieser Aufnahme von Apollo 8.
Genauso wie bei der hier vorgestellten Fotoaufnahme von Apollo 8 kann ohne Vorwissen leicht angenommen werden, dass diese Bilder von der Mondoberfläche aufgenommen wurden. Bei genauerer Betrachtung der Oberflächen unter Zuhilfenahme kartografischer Monddaten kann dies jedoch ausgeschlossen werden. Die hier sichtbaren kleinen Krater sind nämlich mehrere hundert Meter, viele sogar mehrere Kilometer groß. Ein Astronaut kann solche Fotos von der Mondoberfläche aus wegen perspektivischer Unzulänglichkeiten und auf Grund der Mondkrümmung nicht schießen.

#### Testflüge der Mondlandung

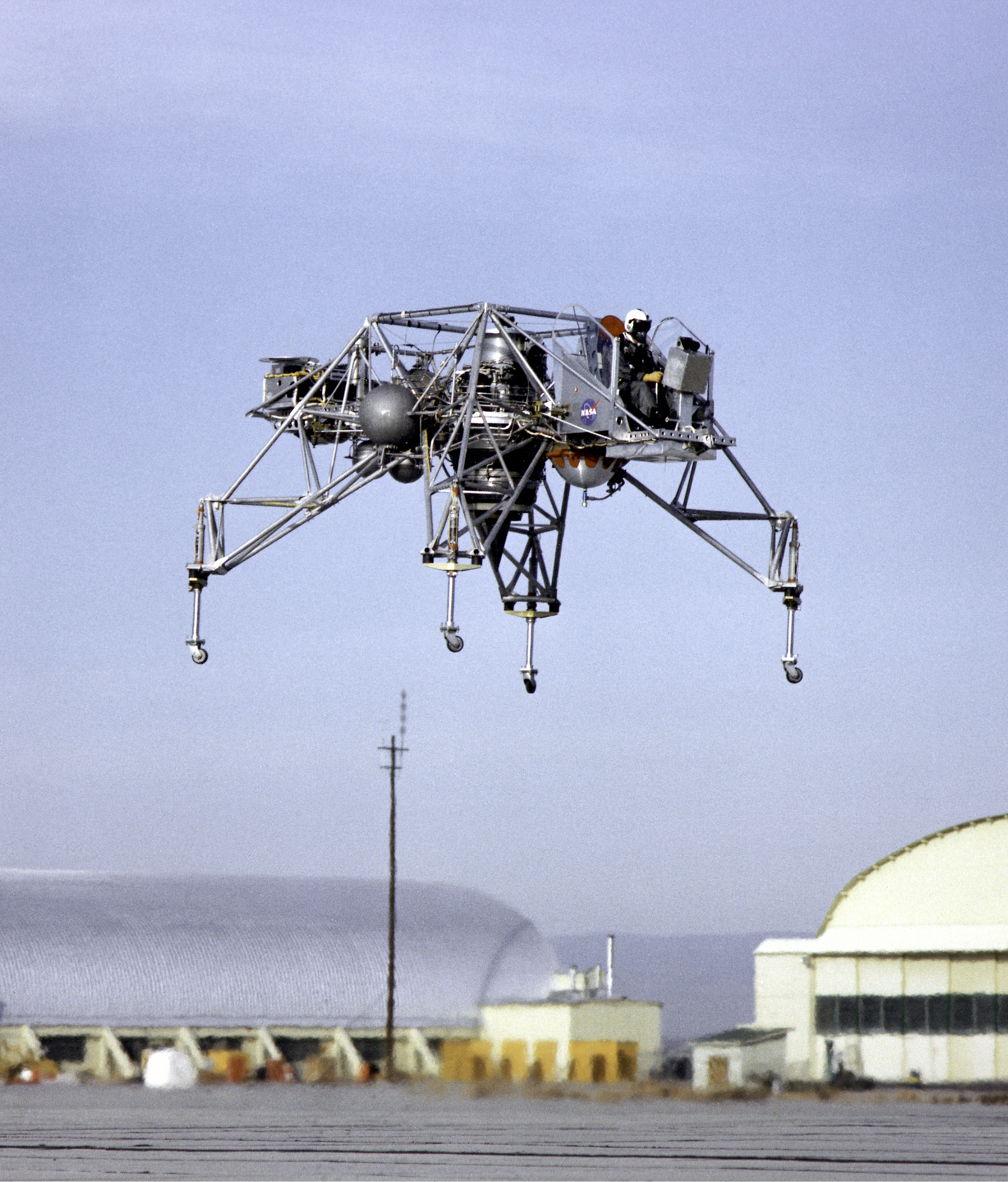
LLRV 1964 auf der Edwards Air Force Base

In vielen Argumentationen von Verschwörungstheoretikern wird gesagt, dass Neil Armstrong alle Testflüge mit der Mondlandefähre auf der Erde mit einer Bruchlandung beendet habe. Dies wäre ein schlechtes Omen für die Mondlandung gewesen. Die besagten Testflüge waren jedoch Trainingsflüge mit insgesamt drei Modellen eines strahlgetriebenen Simulators: dem LLTV. Dieses Fluggerät war technisch nicht mit den tatsächlichen Landefähren verwandt. Dabei kam es unter mehreren hundert erfolgreichen Flügen nur zu drei Abstürzen auf Grund technischer Defekte, lediglich beim ersten Absturz davon war Armstrong als Pilot beteiligt.

#### Baupläne
Die gedruckten Pläne der Saturn V wurden mangels Finanzierung einer Lagerstätte vernichtet. Die Pläne wurden vor ihrer Vernichtung auf Mikrofilm transferiert. Pläne der Saturn V können in mehreren Museen in den Vereinigten Staaten eingesehen werden, Pläne der anderen Komponenten existieren ebenfalls noch. Der Großteil der lagerungsempfindlichen Dokumente wie Filmaufnahmen und Fotografien wurde vor dem Zahn der Zeit, aber auch vor eventuellen Verlagerungen auf Sicherungsmedien wie beispielsweise Mikrofilmen gesichert. Die Mikrofilme werden in vollklimatisierten Räumen des National Space Science Data Center aufbewahrt.

#### Verschwundene Filmaufnahmen
Im August 2006 gab die NASA bekannt, dass 700 Kassetten mit Daten und Originalvideoaufnahmen der Apollo-11-Mondlandung verlegt worden und nicht auffindbar seien.
Ein NASA-Sprecher erklärte auf CNN, dass es nicht einfach sei, diese in den Millionen von Kassetten in Archiv-Lagerhäusern wiederzufinden.
Etwa 45 Originalbänder mit den Video-Aufnahmen der Apollo-11-Mondlandung wurden trotz dreijähriger Suche bis Juli 2009 nicht mehr aufgefunden.
Gleichzeitig präsentierte die NASA restaurierte Aufnahmen der Mondlandung, die nicht auf den Originalaufnahmen, sondern auf Kopien von diesen basieren. Deren digitale Bearbeitung soll zu einer verbesserten Bildqualität führen, sie wurde von einem Unternehmen in Hollywood vorgenommen.

#### Aussagen von Astronauten
In den sozialen Medien zirkulieren verschiedene Videomitschnitte von Astronauten, die die Mondlandungen zu leugnen scheinen. Hier handelt es sich jeweils um aus dem Kontext genommene Fragmente, die zu falschem Eindruck führen können. So äußert sich Buzz Aldrin in einem 2015 aufgenommenen Gespräch mit einer Schülerin, das auf Youtube verbreitet wurde, es habe keine Mondlandungen gegeben – eine vollständige Aufzeichnung des Gesprächs zeigt jedoch, dass er sich dabei auf die Zeit nach den letzten Missionen bezog, in der es keine weitere Finanzierung dafür gegeben habe. Ebenso wurden Ausschnitte aus einem Interview mit dem amerikanischen ISS-Astronauten Terry Virts verbreitet, der zu sagen scheint, dass der Mensch nicht über die sogenannte niedrige Erdumlaufbahn hinaus reisen könne, also nicht zum Mond. Auch hier handelt es sich um ein Fragment, das ausblendet, dass sich der Sprecher auf den aktuellen Zeitpunkt bezieht („right now“ – da es hierfür nicht die nötigen Trägerraketen gebe), und dass eine Mondlandung in der Vergangenheit keineswegs geleugnet wird.

## Weitere Argumentation für die Mondlandung
Heute gäbe es für die NASA und andere Organisationen für das Aufrechterhalten der vorgeworfenen Verschwörung nur noch das Motiv der Imagepflege. Diese halten Verschwörungstheoretiker für ausreichend, um alle nach dem Wegfallen der alten Mondlandungs-Verschwörungstheoriemotive gewonnenen Erkenntnisse abzutun. Es wird der Vorwurf erhoben, dass sämtliche heutigen Beweise nur der Aufrechterhaltung der Verschwörung dienen und daher gefälscht, ungenau oder unzutreffend seien.

### Blick auf die Landestellen

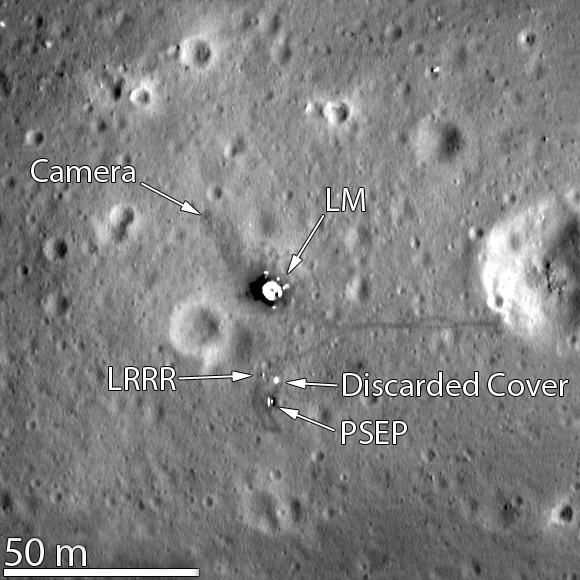
Foto der Apollo-11-Landestelle im Mare Tranquillitatis, fotografiert vom Lunar Reconnaissance Orbiter am 7. März 2012 aus 24 km Höhe

Leistungsstarke optische Geräte, wie das Hubble-Weltraumteleskop, können derzeit nur Gegenstände ab 60 Metern Größe auf dem Mond abbilden, die größten zurückgelassenen Geräte und Fahrzeuge auf dem Mond sind jedoch kleiner als 10 Meter. Der Lunar Reconnaissance Orbiter der NASA hat 2009 eine Sonde mit einer Kamera in den Orbit über die Mondoberfläche gebracht: Sie hat bereits vor Erreichen des geplanten Orbits aus großer Höhe Fotos gemacht und unter anderem die Landestationen der Mondlandungen fotografiert. Seit 2012 liegen Bilder aus dem endgültigen Orbit in einer Höhe von 20 bis 50 Kilometern vor, die die Landestelle von Apollo 11 mit vielen Details zeigen. Erkennbar sind das Landemodul, das Passive Seismic Experiment Package, der Laser Ranging RetroReflector und die Fußspuren der Astronauten.
Verschwörungstheoretiker hatten schon im Voraus angeführt, dass die USA die Mondfotografien fälschen würden, und verwiesen dabei auf gefälschte Fotos vor dem Irakkrieg (2003). Weitere Hoffnungen für eine Überprüfung der NASA-Fakten werden auf das europäische Weltraumteleskop Very Large Telescope in den Anden Südamerikas gerichtet, das seit einiger Zeit mit dem Very Large Telescope Interferometer (VLTI) eine sehr leistungsfähige neue Optik installiert hat. Derzeit sind mit diesem Instrument allerdings noch keine bildgebenden Aufnahmen möglich.
2007 setzte das Unternehmen Google einen 30-Millionen-US-Dollar-Preis (Google Lunar X-Prize) für denjenigen aus, der bis Ende März 2018 einen Roboter auf den Mond bringt und unter anderem Fotos von einer Mondlandungsstelle übermittelt. Das Ziel wurde nicht erreicht.

### Physikalischer Nachweis
Selbst mit einfachen irdischen Mitteln konnte die Mondlandung anhand der vorhandenen Filmaufnahmen nachgewiesen werden – mit physikalischen Formeln. Da auf dem Mond die Schwerkraft nur ein Sechstel in Relation zur Erde beträgt, die Masse aber identisch bleibt, ergeben sich Bewegungsabläufe, die so auf der Erde nicht möglich sind und damals filmtechnisch nicht nachgestellt werden konnten. Die Astronauten konnten sich in kniender Haltung einfach per Hebelwirkung des massereichen Oberkörpers und Rucksacks wieder aufrichten oder sich aus dem Liegestütz leicht per Hand und etwas Schwung wieder in den Stand aufrichten – Leistungen, die auf der Erde selbst Spitzenathleten unmöglich sind. Das dafür nötige Videomaterial gibt es von den Apollo-Missionen 11 bis 17 reichlich. Verschwörungstheoretiker erklären diese Aufnahmen als Spezialeffekt unter Zuhilfenahme von Seilen, die durch Retuschieren wieder aus der Aufnahme entfernt wurden, übersehen dabei aber das Zusammenspiel der atmosphärischen Einflüsse, der großen Bewegungsfreiheit der Astronauten und den physikalischen Gegebenheiten (beispielsweise der Mondstaubbewegungen). Diese Faktoren ließen sich keineswegs durch damalige Spezialeffekte erzielen, selbst mit heutiger Computertechnik wäre dies sehr aufwendig und schwierig und nicht bis ins letzte Detail realisierbar.

### Alltag: Abstandsmessung Erde–Mond

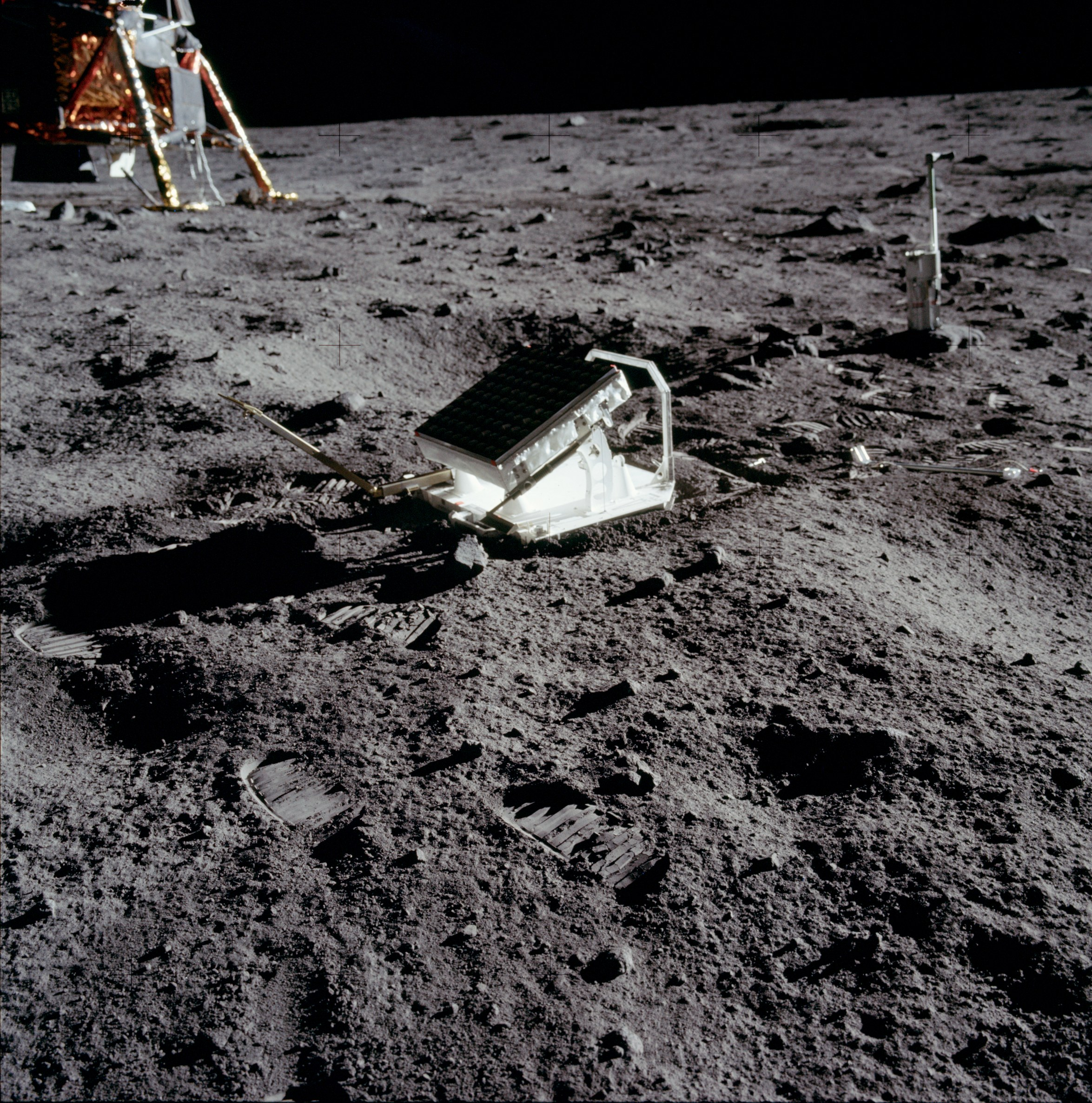
Apollo 11 Laser Ranging Retroreflector

Die auf dem Mond bei den Landungen von Apollo 11 im Mare Tranquillitatis, Apollo 14 nördlich des Kraters Fra Mauro und Apollo 15 an der Hadley-Rille platzierten Reflektoren spiegeln seit ihrer Installation von der Erde ausgesandte Laserstrahlen. Von sogenannten Laser-Ranging-Stationen aus zielen Laser auf die an den Landeplätzen (zum Beispiel bei Apollo 11 etwa 15 Meter südlich des Lunar-Moduls) liegenden Retroreflektoren und bekommen daraufhin mit gemessener Verzögerung (durchschnittlich 2,6 Sekunden) eine Lichtreflexion zurück. Die Entwicklung des für dessen Tripelprismen verwendeten hochtemperaturfesten Quarzglases mit besonders niedrigem Brechungsindex und die Herstellung der Prismen wurde von der Firma Heraeus in Hanau unter anderem von den Ingenieuren Heinrich Mohn und Peter Hitzschke durchgeführt. Nach Ulf Merbolds Angaben werden die Spiegel seit der Installation in regelmäßigen Abständen für die Entfernungsmessung zwischen Mond und Erde eingesetzt. Verschwörungstheoretiker behaupten dagegen, dass die Reflektoren später durch unbemannte Raumflugkörper hingebracht worden sein könnten, ähnlich wie es die Sowjetunion mit ihrem Luna-Programm unternahm. Beispielsweise hatte das Mondmobil Lunochod 1 der am 17. November 1970 gestarteten Luna-17-Mission einen Laserreflektor an Bord, der jedoch im Gegensatz zu denen der USA nicht von Astronauten auf der Mondoberfläche abgestellt und auf die Erde ausgerichtet wurde, sondern am Mondmobil angebracht war und nur während der Manöverphase der Mission plangemäß funktionierte. Nach 322 Tagen fror Lunochod 1 aufgrund seiner endgültig aufgebrauchten radioaktiven Zerfallsbatterie (Wärmeenergie aus dem kontinuierlichen Zerfall von Polonium-210) in der Mondnacht für immer ein. Da das Mondmobil zuvor ungünstig geparkt worden war, konnten bis ins Jahr 2010 keine Reflexionen seines Laserreflektors verzeichnet werden. Im März 2010 wurden Luna 17 und Lunochod 1 schließlich auf Aufnahmen der Sonde Lunar Reconnaissance Orbiter entdeckt. Am 22. April 2010 wurden vom Apache-Point-Observatorium erfolgreich Lasermessungen unter Nutzung des Reflektors von Lunochod 1 durchgeführt. Einen zweiten Reflektor brachte die Sowjetunion während der Mission Luna 21 mit dem verbesserten Lunochod 2 auf den Mond, der auch nach dem Ausfall der Sonde ununterbrochen in Betrieb gehalten wurde. Dieser Reflektor dient heute als Backup für die drei Retroreflektoren der USA von den Missionen (der Priorität nach geordnet) Apollo 15, 11 und 14. Der Reflektor der Luna-17-Mission wird sogar, obwohl er fast 40 Jahre nicht verwendet wurde, in Anerkennung der Leistungen der Sowjetunion in den Prioritätslisten direkt hinter den anderen vier Reflektoren aufgeführt. Forschungseinrichtungen weltweit peilen in regelmäßigen Abständen die vier Retro-Reflektoren an.

### Zeitzeugen an Funkgeräten
Die Funksignale der Astronauten konnten weltweit (unter anderem von Funkamateuren und Einrichtungen wie der Volkssternwarte Bochum) empfangen werden. Dabei entsprach die Antwortzeit der Astronauten in etwa der Verzögerung, die durch die Entfernung von Erde und Mond zu erwarten war. Da für den Empfang der schwachen Signale auf den Mond ausgerichtete und laufend nachgeführte Richtantennen erforderlich waren (in Bochum kam eine 20-Meter-Parabolantenne zum Einsatz), mussten die Signale tatsächlich aus der Richtung des Mondes gekommen sein; Satelliten im Erdorbit lassen sich daher ausschließen. Ein Satellit um den Mond scheidet aber auch aus, da sich dieser regelmäßig im Funkschatten hinter dem Mond befunden hätte (wie es bei der Apollo-Kapsel ja auch der Fall war), Telemetriedaten vom Lander aber durchgehend empfangen werden konnten. Ein Satellit hätte also in einen polaren Orbit eintreten und diesen dann noch um fast 90 Grad drehen müssen, um für mehrere Tage eine ununterbrochene Verbindung zur Erde sicherstellen zu können. Die hierzu erforderliche Treibstoffmenge hätte die Nutzlastkapazität selbst der Saturn 5 um ein Vielfaches überstiegen. Außerdem hätte ein Satellit erst einmal mit einer „mondfähigen“ Trägerrakete gestartet werden müssen, was nicht unbemerkt hätte geschehen können. Darüber hinaus hätte die Ausrichtung dieses Satelliten in der Mondumlaufbahn etliche Tage in Anspruch genommen, und die dabei vom Satelliten notwendigerweise laufend gesendeten Positions- und Bestätigungsdaten wären auf der Erde von unabhängigen Stationen unweigerlich bemerkt worden.

### Abgleich von Veröffentlichungen und wissenschaftliche Untersuchungen von Proben

#### Abgleich der Mondgesteinsproben
Aus den getrennt durchgeführten Untersuchungen der Mondgesteinsproben der US-amerikanischen Apollo-Missionen mit denen der nur einige hundert Gramm umfassenden sowjetischen Luna-Gesteinsproben haben sich Analogien gezeigt, die mit künstlichen Gesteinsproben nicht möglich wären.

#### Folienstück der Universität Bern
Das physikalische Institut der Universität Bern erhielt von der Apollo-11-Mission ein Stück Alufolie zurück, das sie als einziges nicht-amerikanisches Experiment beigetragen hatte. Aufgrund der auf dem Mond herrschenden Verhältnisse befinden sich auf der Folie Sonnenpartikel, die auf der Erde wegen deren Magnetfeld nicht in dieser Zusammensetzung zu finden sind.

#### Seismologische Aufzeichnungen
Die bei den Missionen Apollo 15 und Apollo 17 auf der Mondoberfläche installierten Seismometer zeichneten über einen Zeitraum von fünf Jahren die Erschütterungen des Mondbodens auf und sendeten diese an die Erde. Diese Aufzeichnungen wurden seitdem vielfach ausgewertet, um Mondbeben zu lokalisieren und den inneren Aufbau des Mondes zu erkunden. In den letzten Jahren wurden dabei Verfahren angewandt, die 1969 noch völlig unbekannt waren (speziell Rauschinterferometrie). Da diese Auswertungsverfahren erst in den letzten Jahren entwickelt wurden, hätte man die Daten 1969 nicht im Hinblick auf sie fälschen können.

### Kameraausfall bei Apollo 12
Bei der Mission Apollo 12 (14.–24. November 1969) sollte erstmals eine Farbfernsehkamera zum Einsatz kommen, die jedoch bereits beim Übertragungsbeginn ausfiel, da sie beim Aufstellen von einem der Astronauten direkt gegen das Sonnenlicht gehalten worden war. Somit waren bei der stundenlangen Direktübertragung des Mondspazierganges statt der zuvor groß angekündigten Farbbilder nur undefinierbare Lichtstreifen zu sehen. Es erscheint kaum nachvollziehbar, dass bei einer in einem Studio mit großem Aufwand inszenierten Landung, die ja gerade möglichst überzeugende Bilder suggerieren sollte, keine Ersatzkamera zur Verfügung gestanden hätte und auch eingesetzt worden wäre.

### Bestätigung durch die Sowjetunion
Der Raumfahrtjournalist Jaroslaw Kirillowitsch Golowanow schrieb zur Geheimhaltung des sowjetischen Mondprogramms: „Secrecy was necessary so that no one would overtake us. But later, when they did overtake us, we had to maintain secrecy so that no one knew that we had been overtaken.“ Ein Kosmonaut jener Zeit, Alexei Leonow, gab an, den Amerikanern für ein Gelingen des Fluges die Daumen gedrückt zu haben. Der Historiker Sven Felix Kellerhoff wies darauf hin, dass die Sowjetunion die Mondlandung nie angezweifelt habe. Laut Holm Hümmler hatte die Sowjetunion die Landung auch bestätigt. Am 5. Juli 2024 bestätigte der Leiter der russischen Raumfahrtbehörde Roskosmos, Juri Iwanowitsch Borissow, dass 1969 übergebene Proben von Mondgestein die Landung der Amerikaner auf dem Mond beweisen.

## Kulturelle Rezeption
- Im James-Bond-Film Diamantenfieber von 1971 bewegt sich Bond auf einem Betriebsgelände nahe Las Vegas, das sich nicht fern der echten Area 51 befindet. Auf der Flucht vor seinen Gegnern durchquert er eine Halle, in der sich Astronauten in Raumanzügen in einer Mondkulisse bewegen, und verwendet auf seiner weiteren Flucht sogar eine Art Mondfahrzeug. Diese Szenen haben mit dem restlichen Inhalt des Films nichts zu tun. Es wird im Film auch nicht ausgesagt, ob es sich um ein gewöhnliches Astronautentraining oder um die Inszenierung einer Mondlandung handelt.
- Zu dem Film Unternehmen Capricorn (1978) siehe: #Unternehmen Capricorn.
- In dem Film Sneakers – Die Lautlosen (1992) erwähnt die Figur Mother (gespielt von Dan Aykroyd) in einem Gespräch, dass die Mondlandung von der NASA nur vorgetäuscht worden sei.
- Die US-amerikanische Rockband R.E.M. spricht das Thema in ihrem Lied Man on the Moon aus dem Jahr 1992 an.
- In der Folge Carbon Creek der SciFi-Serie Star Trek: Enterprise deutet eine Vulkanierin, deren Volk die menschliche Raumfahrt im 20. Jahrhundert genau beobachtete, an, dass Neil Armstrong nicht der erste Mensch auf dem Mond war.
- Das Computerspiel Duke Nukem 3D (1996) enthält einen Level (Episode 3, Level 5) mit der Mondlandefähre in einem Filmset.
- Die 2000 produzierte Historienkomödie The Dish behandelt die Problematik der Bildübertragung dieses Ereignisses. Das australische Parkes-Observatorium sollte die Bilder empfangen und an Houston weiterleiten. Technische Pannen und Versagen der Mitarbeiter erschweren dies jedoch. Trotzdem konnte Houston Livebilder ausstrahlen. Das Drehbuch wurde in Zusammenarbeit mit den damaligen Mitarbeitern als Komödie verfasst und beruht auf tatsächlichen Begebenheiten.
- In einer Episode der Zeichentrickserie Family Guy wird in einer Rückblende das Ende der Dreharbeiten zur Mondlandung gezeigt. Als Neil Armstrong das Studio verlässt, wird er von einem Passanten angesprochen und gefragt, warum er denn nicht auf dem Mond sei. Der Passant wird daraufhin von Armstrong kurzerhand getötet. In einer weiteren Folge behauptet die Hauptfigur Peter, dass seine Heilkräfte genauso eine Lüge waren wie die Mondlandung (2000, Staffel 2, Episode 9: Todgesund).
- In der Episode Roswell gut – alles gut der Zeichentrickserie Futurama, in der die Besatzung auf mysteriöse Weise in das Jahr 1947 geschleudert wird, trifft sie auf den damaligen US-Präsidenten Truman. Dieser befiehlt, den Alien Dr. Zoidberg zu Studienzwecken nach Area 51 zu bringen. Als ein General ihn darauf hinweist, dass dort die Kulisse für die gefälschte Mondlandung gebaut wird, befiehlt er die Durchführung einer echten Mondlandung und die Gründung der NASA.
- Die Mockumentary Kubrick, Nixon und der Mann im Mond (2002) stellt dar, dass die erste bemannte Mondlandung vorgetäuscht wurde. Damit wird gezeigt, wie geschickte Manipulation funktioniert.
- In dem Computerspiel Grand Theft Auto: Vice City (2002) wird ein Filmset mit einer Mondlandefähre gezeigt, das sich allerdings in einem Pornofilmstudio befindet.
- Das Computerspiel Worms 3D (2003) von Team17 enthält einen Level, der ein Filmstudio mit künstlicher Mondoberfläche und dem Landemodul zeigt.
- Das Musikvideo zum Rammstein-Lied Amerika (2004) stellt eine Raumanzüge tragende Band auf einem Filmset dar, ebenso das Video zu On Top of the World von Imagine Dragons (2013).
- Das Remake des Arcade-Spiel-Klassikers Area 51 (2005) von Midway Games enthält einen Level mit Mondlandeset, komplett mit Pappkameraden und Landefähre.
- 2006 zeigte ein Werbespot für Red Bull Astronauten, die, nachdem sie das Getränk, das ihnen Flügel verleiht, getrunken hatten, nicht in der Lage waren, den Mond zu betreten. Houston befiehlt ihnen daraufhin, zur Erde zurückzukehren, um die Mondlandung in einem Studio zu filmen.
- In der Filmkomödie Die Chaoscamper (2006) kommentiert eine Figur, dass das Urlaubsziel die gleiche Stelle sei, an der die NASA die Mondlandung vorgeschwindelt habe.
- Die Verschwörungstheorien zur Mondlandung wurden auch schon von Hobbyfilmern parodistisch als Brickfilm[73] aufgearbeitet.
- In einer Sonderfolge von Mythbusters wurde auf einige Argumente der Verschwörungstheoretiker eingegangen, und diese wurden experimentell nachgestellt. Dazu gehörten die nicht parallelen Schatten, der beleuchtete Buzz Aldrin im Schatten der Mondfähre, die wehende Flagge, die Frage, ob man im Vakuum einen klaren Fußabdruck hinterlassen kann, und die Fälschung der verminderten Schwerkraft in den Videos durch verschiedene Techniken. Des Weiteren wurde der Reflektor von Apollo 15 mit einem Laser angestrahlt. Keiner der durchgeführten Tests ergab einen Hinweis auf eine Verschwörung.
- Im Spielfilm Interstellar (2014) wird vom Lehrpersonal angenommen, dass es sich bei der Landung auf dem Mond um eine Propagandaaktion gehandelt hat, um die Sowjetunion zu ruinieren.
- Im Animationsfilm Minions (2015) geraten die gelben Figuren in einer im Jahr 1968 spielenden Szene in den USA mitten in ein Filmstudio, in dem zwei Astronauten gerade dabei sind, die US-Flagge auf dem „Mondboden“ zu hissen.
- In der Folge 3x10 der Serie Rick and Morty passiert Rick auf der Flucht vor dem US-Präsidenten in Räumen unterhalb des Weißen Hauses eine Filmkulisse, in der die Mondlandung inszeniert wird. In Folge 1x04 wurde selbige, ebenfalls in Form eines wenige Sekunden dauernden Teils einer Flucht durch geheime Räume, bereits als von Aliens simuliert dargestellt.

### Filme
- Unternehmen Capricorn (1978, SF-Film)
- Kubrick, Nixon und der Mann im Mond (2002, Mockumentary)
- Moonwalkers (2015)
- Operation Avalanche (2016)
- To the Moon (2024)

### Fernsehen
- „Conspiracy Theory: Did We Land on the Moon?“ bei IMDb (2001, Fox Broadcasting Company)
- War die Mondlandung echt? aus der Fernseh-Sendereihe alpha-Centauri (ca. 15 Minuten). Erstmals ausgestrahlt am 29. Sep. 2002.
- „The Truth Behind the Moon Landings“ bei IMDb, auf Deutsch unter dem Titel Die Wahrheit über die Mondlandung auf N24 ausgestrahlt, CDN/GB 2003 (ca. 50 Minuten)

## Apollo-Multimedia-Archiv
Das Apollo-Multimedia-Archiv ist eine für Internetnutzer zusammengestellte Bibliothek der wichtigsten festgehaltenen Film- und Fotoaufnahmen der Apollo-Missionen, sie ist komplett in Englisch verfasst.
| Video-Bibliothek | Foto-Bibliothek |
| ---------------- | --------------- |
| Apollo 11        | Apollo 11       |
| Apollo 12        | Apollo 12       |
| –                | Apollo 13       |
| Apollo 14        | Apollo 14       |
| Apollo 15        | Apollo 15       |
| Apollo 16        | Apollo 16       |
| Apollo 17        | Apollo 17       |

## Verschwörungstheoretische Texte
- Mary Bennett, David S. Percy: Dark Moon. Apollo and the Whistle-Blowers. Aulis, London 1999, ISBN 1-898541-10-8.
- Gernot L. Geise: Der größte Betrug des Jahrhunderts? Die Apollo-Mondflüge. EFODON, Hohenpeißenberg 2000, ISBN 3-932539-23-0.
- Charles T. Hawkins: The Moon Landing Hoax. GTI, New York 2004, ISBN 0-9749405-0-X.
- Bill Kaysing, Randy Reid: We Never Went to the Moon. America’s Thirty Billion Dollar Swindle. Health Research, Pomeroy 1976, ISBN 0-7873-0487-5.
- Philippe Lheureux: Moon Landings. Did NASA Lie? Carnot, New York 2003, ISBN 1-59209-041-9.
- Ralph Rene: NASA mooned America! Passaic, New Jersey 1992 (archive.org [PDF; 1,9 MB]).
- Gerhard Wisnewski: Lügen im Weltraum. Von der Mondlandung zur Weltherrschaft. Knaur, München 2005, ISBN 3-426-77755-X.